# 33 Pułk Piechoty (II RP)

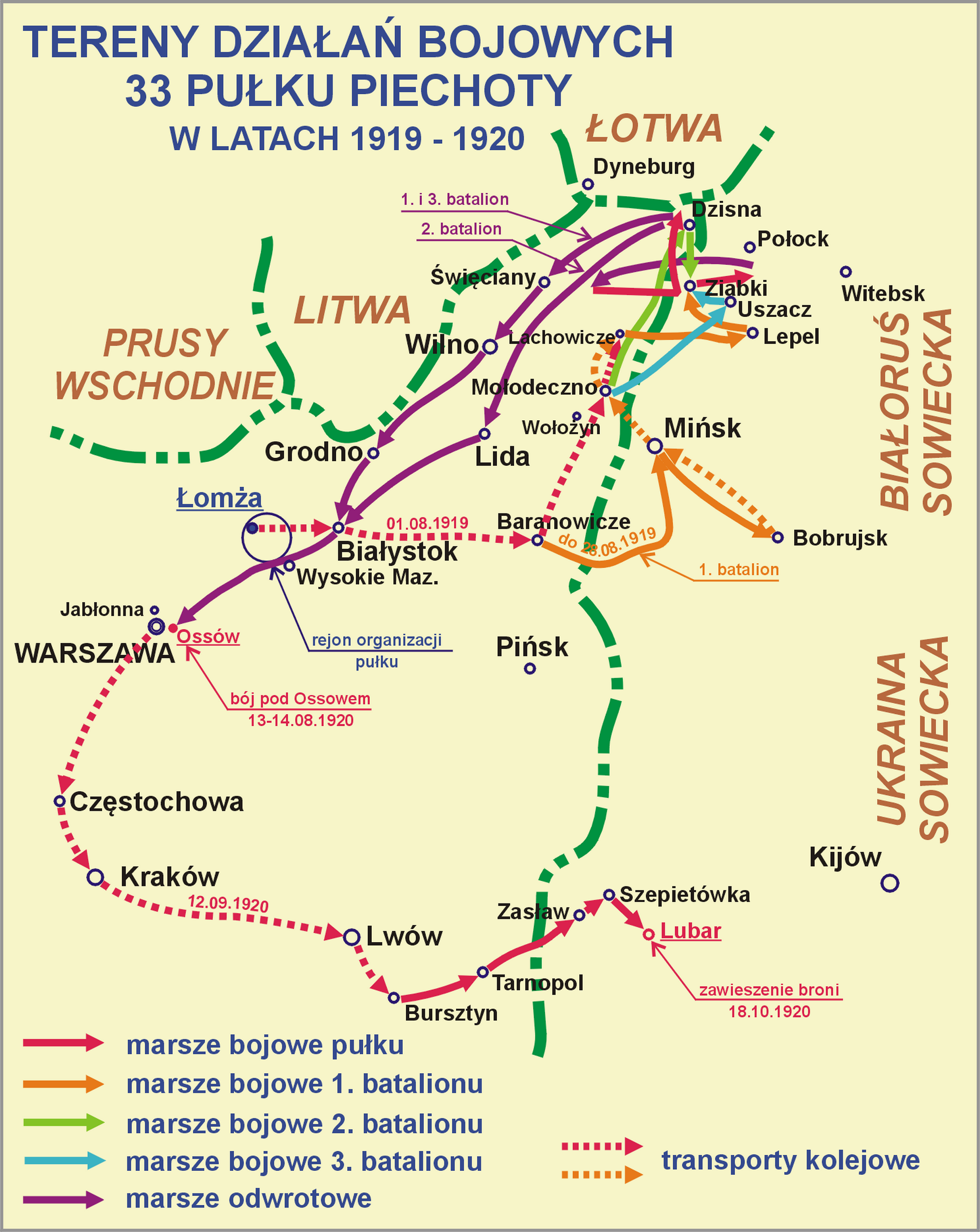

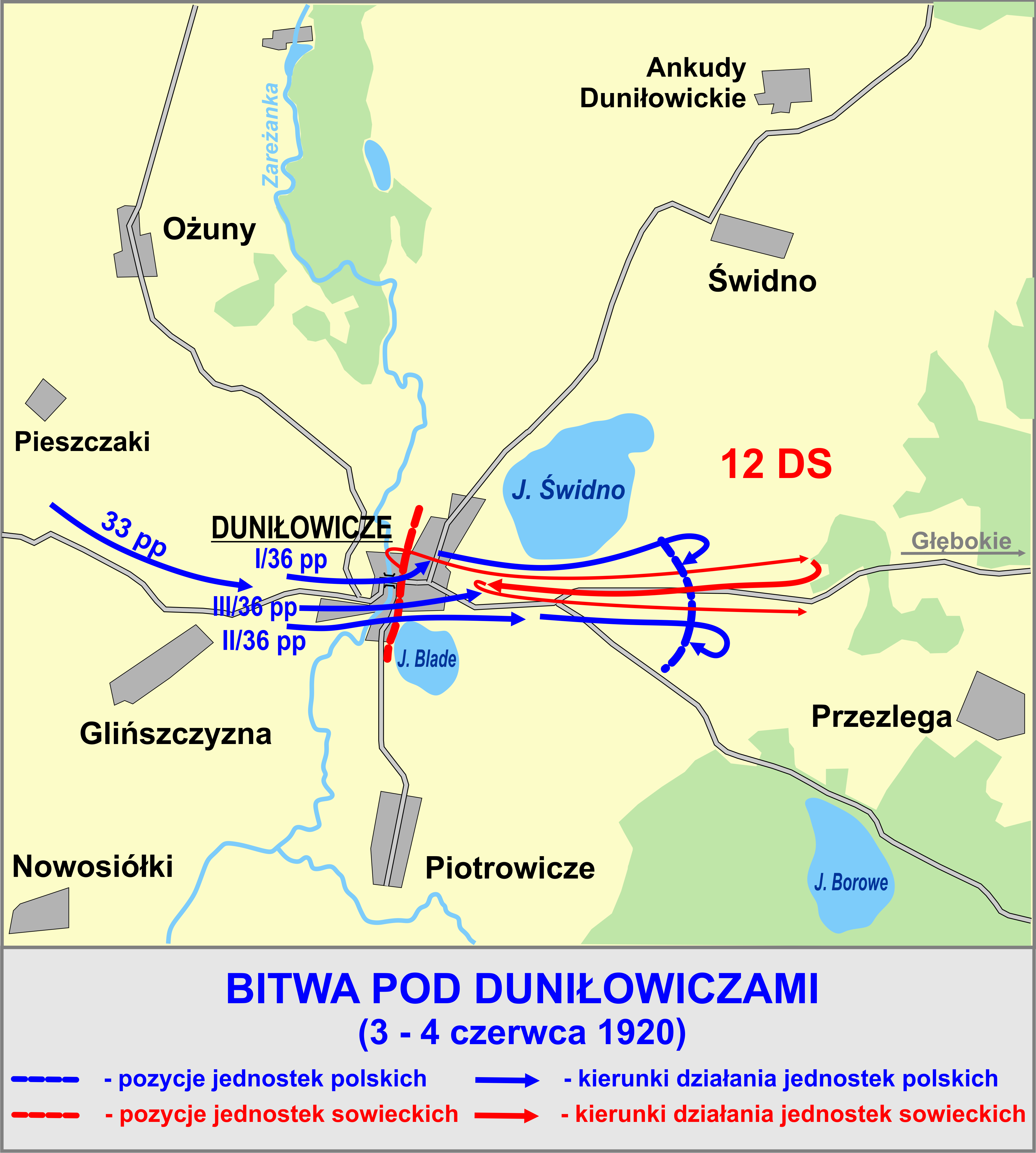

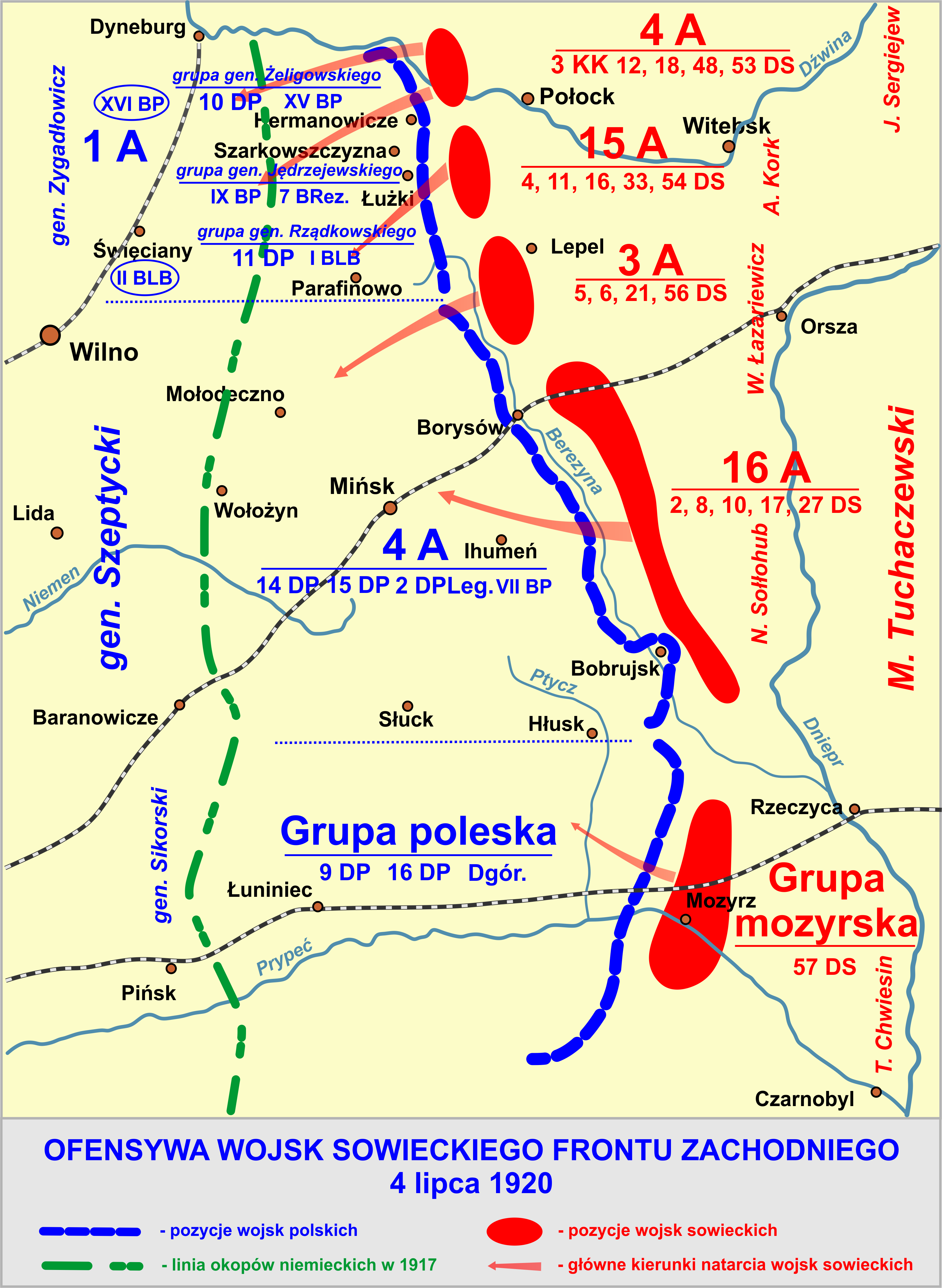

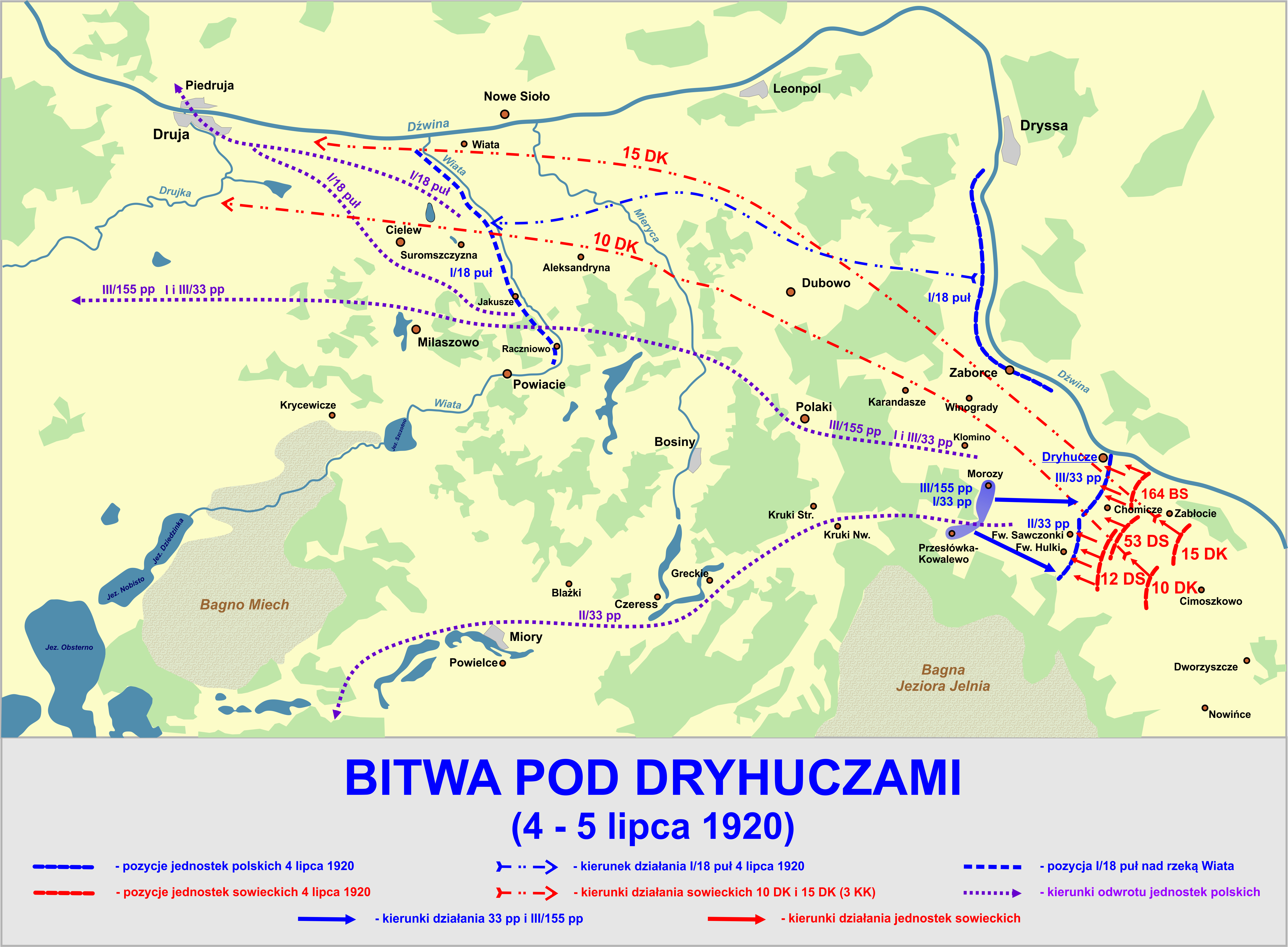

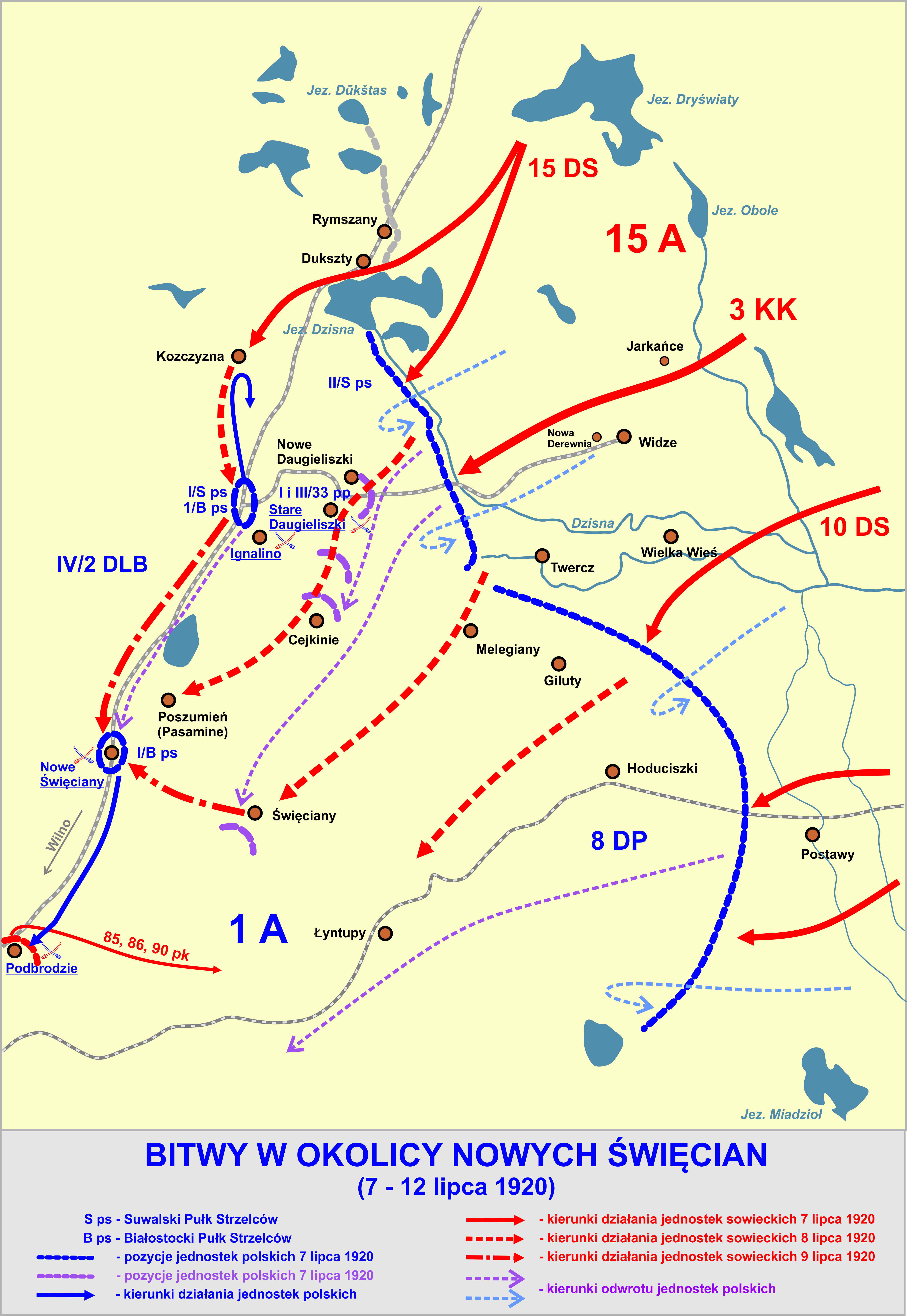

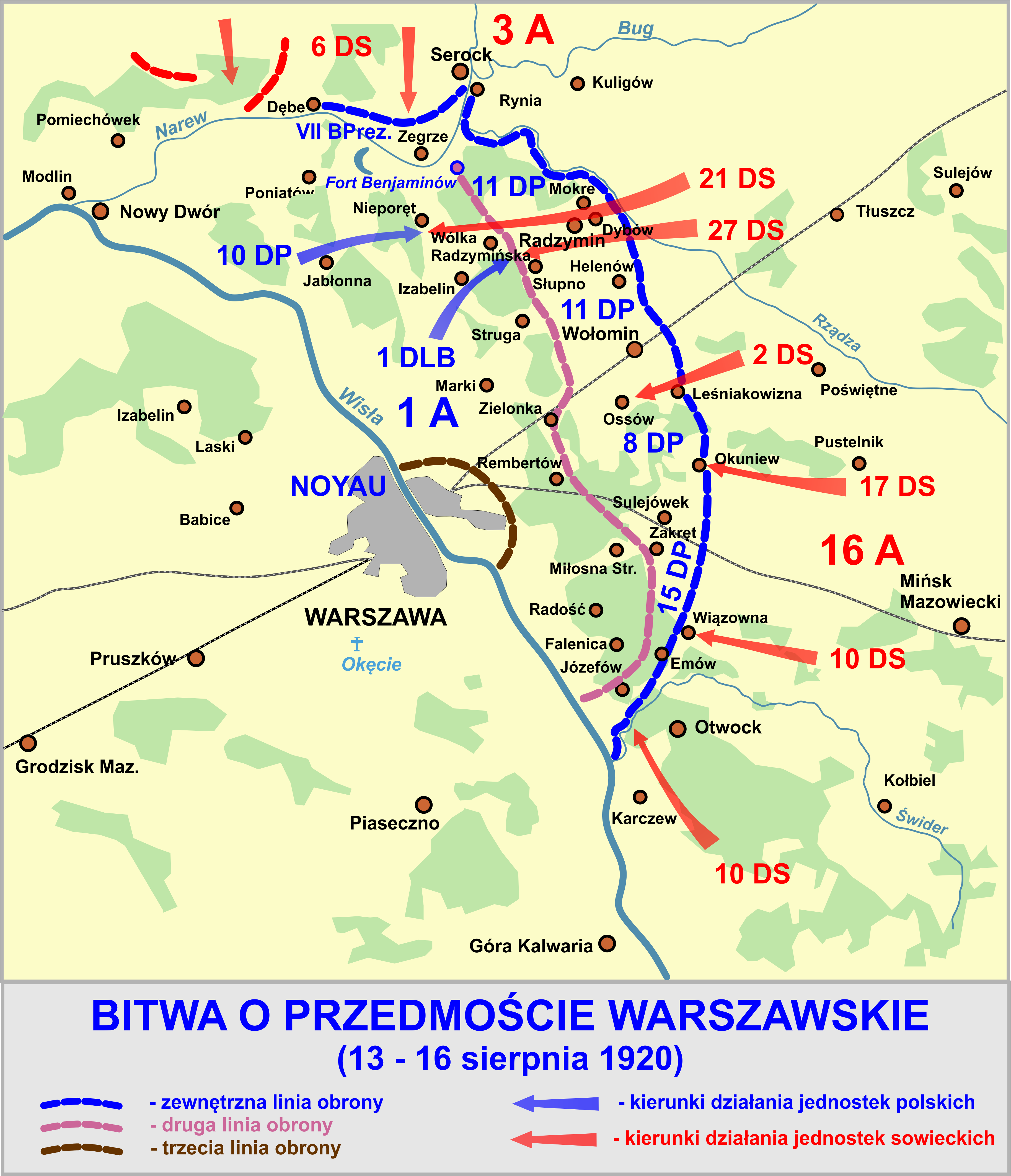

33 Pułk Piechoty (33 pp) – oddział piechoty Wojska Polskiego w II Rzeczypospolitej.
Pułk sformowany został z końcem 1918 roku. W 1919 walczył na froncie litewsko-białoruskim. W pierwszym okresie najcięższe walki pułk prowadził na linii Dzisna – Orzechowo – Uszacz – Kamień – Lepel. W 1920 bronił Homla, stał na pozycjach obronnych nad Dźwiną, łamał bolszewicką obronę  pod Kaszycami i pod Świdnem. Od 4 lipca 1920 prowadził działania opóźniające pod Widzami i nad Bugiem w rejonie Małkini.  W okresie polskiej kontrofensywy wziął udział w przeciwnatarciu pod Ossowem. We wrześniu został przerzucony do Małopolski Wschodniej, a działania bojowe kończył nad Słuczą zdobyciem Lubara .
W okresie międzywojennym  pułk wchodził w skład 18 Dywizji Piechoty. Stacjonował na terenie Okręgu Korpusu Nr I w garnizonie Łomża. Jego batalion zapasowy rozmieszczony był w Zambrowie.
W czasie wojny obronnej 1939, w składzie macierzystej 18 Dywizji Piechoty, walczył w ramach Samodzielnej Grupy Operacyjnej „Narew”. Bronił między innymi odcinków „Nowogród” i „Łomża”. Jego pododdziały walczyły pod Łomżą, Nowogrodem i Zambrowem. W bitwie pod Łętownicą i Andrzejewem pułk został okrążony i rozbity.

## Formowanie pułku i zmiany organizacyjne
Jeszcze podczas rządów Rady Regencyjnej, rozkazem Sztabu Generalnego, utworzono 30 października 1918 Łomżyński Okręg Wojskowy z zadaniem zorganizowania pułku piechoty. 13 listopada, w Łomży, przystąpiono do formowania Łomżyńskiego Okręgowego Pułku Piechoty. W połowie grudnia wcielono do pułku oddziały POW z obwodu łomżyńskiego i zorganizowano pierwsze dwa bataliony. Jednocześnie pułk okręgowy przemianowany został na 33 pułk piechoty.
I batalion ppłk. Edwina Ernsta i II batalion kpt. Stefana Kosseckiego miały po 4 kompanie strzeleckie oraz kompanię karabinów maszynowych. 1 kompania ześrodkowała się w rejonie Rzędzian, a 2 kompania koło Tykocina i osłaniały granicę nad Narwią od strony Białegostoku. Kompanie  3 do 6 pozostawiono w Łomży, 7 kompania kwaterowała w rejonie Kolna, a 8 kompania pod Szczuczynem, również z zadaniem osłony pasa granicznego.
31 grudnia 1918 roku 33 pp wysłał pod Lwów kompanię ochotniczą. Kompania ta nigdy nie powróciła do pułku.
III batalion formował się w 1919 roku. Jego 9 kompania organizowana była w Małkini, a trzy następne obsadzone były rekrutami z ziemi płockiej. W lutym zorganizowano pułkową kompanię karabinów maszynowych, a w kwietniu kompanię techniczną; ponadto rozwinął się sztab pułku i wzmocniono łączność.
Kadrę pułku stanowili oficerowie Legionów Polskich oraz dawnych armii rosyjskiej i austriackiej. Szeregowi w znacznej części pochodzili z Polskiej Organizacji Wojskowej.
W grudniu 1919 batalion zapasowy pułku stacjonował w Łomży.
| Obsada personalna pułku w 1920 | Obsada personalna pułku w 1920       |
| Stanowisko                     | Stopień, imię i nazwisko             |
| ------------------------------ | ------------------------------------ |
| Dowódca pułku                  | ppłk Jerzy Sawicki                   |
| Dowódca pułku                  | wz mjr Kazimierz Sawicki             |
| Oficer broni                   | por. Kazimierz Piotrowski            |
| Dowódca taborów                | kpt. Anatol Czerwiński Rode          |
| Kapelan                        | ks, Gabriel Zemanek                  |
| Lekarz                         | kpt. lek. Stefan Lewy                |
| Lekarz                         | kpt. lek. Bolesław Sąlak             |
| Oficer dowództwa               | kpt. Władysław Szymkiewicz           |
| Oficer dowództwa               | ppor. Henryk Koenig                  |
| Oficer dowództwa               | ppor. Janusz Rewiński                |
| Oficer dowództwa               | ppor. Mieczysław Sulima              |
| Dowódca I batalionu            | por, Eugeniusz Lendo                 |
| Dowódca I batalionu            | mjr Mieczysław Tasiecki              |
| Lekarz                         | ppor. lek. Zygmunt Mąka              |
| Lekarz                         | por/kpt. lek. Kacper Rymaszewski     |
| Dowódca 1 kompanii             | ppor. Wacław Niedzielski             |
| Dowódca 2 kompanii             | por. Franciszek Tyrał                |
| Dowódca plutonu                | ppor. Jan Zieliński                  |
| Dowódca 3 kompanii             | por. Konrad Horbowski                |
| Dowódca plutonu                | ppor. Tadeusz Łopieński              |
| Dowódca 4 kompanii             | ppor. Stanisław Pardziński           |
| Dowódca 1 kompanii km          | ppor. Walerian Maszkoń               |
| Dowódca plutonu                | ppor. Wacław Zawadzki                |
| Oficer baonu                   | kpt. Stefan Hryniewiecki             |
| Oficer baonu                   | ppor. Karol Olędzki                  |
| Oficer baonu                   | ppor. Mieczysław Stecewicz           |
| Oficer baonu                   | ppor. Wacław Sypniewski              |
| Dowódca II batalionu           | kpt. Franciszek Kolbusz              |
| Lekarz                         | pchor. san. Paweł Skwara             |
| Dowódca 5 kompanii             | ppor. Roman Krawczyk                 |
| Dowódca plutonu                | ppor. Leon Zawrzel                   |
| Dowódca 6 kompanii             | ppor. Feliks Lewandowski             |
| i Dowódca 7 kompanii           | ppor. Stefan Piotrowski              |
| Dowódca plutonu                | ppor. Jan Walasek                    |
| Dowódca 8 kompanii             | ppor. Stefan Węglewski               |
| Dowódca plutonu                | ppor. Henryk Szczepkowski            |
| Dowódca 2 kompanii km          | ppor. Bogusław Bujalski              |
| Dowódca 2 kompanii km          | ppor. Henryk Huppert                 |
| Oficer baonu                   | kpt. Anatol Minkowski                |
| Oficer baonu                   | ppor. Włodzimierz Michałowski        |
| Oficer baonu                   | ppor. Antoni Józef Witkowski         |
| Dowódca III batalionu          | por. Stefan Szlaszewski              |
| Dowódca III batalionu          | kpt. Zygmunt Józwa                   |
| Dowódca III batalionu          | ppor. Marian Frydrych († 16 IX)      |
| Oficer gospodarczy             | ppor. Lucjan Łada Zabłocki           |
| Lekarz                         | pchor. san. Franciszek Sączkowski    |
| Dowódca 9 kompanii             | ppor. Tadeusz Tabaczyński            |
| Dowódca 10 kompanii            | ppor. Józef Ciapka                   |
| Dowódca plutonu                | ppor. Wacław Habich                  |
| Dowódca 11 kompanii            | ppor. Roman Goldman                  |
| Dowódca plutonu                | ppor. Antoni Wawel                   |
| Dowódca 12 kompanii            | ppor. Karol Lewandowski              |
| Dowódca plutonu                | ppor. Antoni Ehrenspochen            |
| Dowódca 3 kompanii km          | ppor. Franciszek Smołucha            |
| Dowódca plutonu                | ppor. Wojciech Weryński              |
| Oficer baonu                   | ppor. Roman Wójcicki                 |
| Oficer baonu                   | ppor. Wacław Zdrojewski              |
| Dowódca kompanii technicznej   | por. Kazimierz Jaworski              |
| Dowódca plutonu                | ppor. Władysław Baran                |
| Dowódca plutonu                | ppor. Tadeusz Staniecki              |
| Oficer pułku                   | por. Zdzisław Świątkowski            |
| Oficer pułku                   | ppor, Kazimierz Baczyński († 16 IX)  |
| Oficer pułku                   | ppor. Stanisław Latour († 17IX)      |
| Oficer pułku                   | ppor. Władysław Więckiewicz († 17IX) |

## Pułk w walce o granice
Pierwsze walki
Okres formowania był jednocześnie dla pułku okresem pierwszych walk. Poszczególne kompanie i plutony rozbrajały niemieckie oddziały okupacyjne. W niektórych miejscowościach natrafiły na energiczny opór. Zginęli pierwsi żołnierze. W grudniu 1918 wysłano pod Lwów do walki z Ukraińcami kompanię ochotniczo-marszową w sile 200 „bagnetów”, dobrze uzbrojoną i wyekwipowaną. Nie wróciła ona już do pułku.
19 listopada wyruszył w kierunku Białegostoku improwizowany oddział pod dowództwem pchor. Kazimierza Wyszyńskiego. W nocy z 23 na 24 listopada Polacy zostali dwukrotnie zaatakowani przez Niemców w Jeżewie. Atak został odparty, a grasujące bandy rabunkowe rozbite. Kompania Rowińskiego stoczyła kilkugodzinną walkę pod Żółtkami. 27 listopada 1918 Komenda Naczelna POW nakazała wstrzymać akcje zaczepne na kierunku Białegostoku, wymierzone przeciwko Niemcom. Po reorganizacji dwie byłe kompanie zgrupowania pchor. Wyszyńskiego zabezpieczały granicę wzdłuż Narwi od Łap do Tykocina. Dalej ku północy newralgiczny punkt stanowiła twierdza w Osowcu, obiekt powtarzających się walk. Skomplikowana sytuacja utrzymywała się również na styku z ziemiami zasiedlonymi częściowo przez Litwinów.
Ukończywszy formowanie, 1 i 2 sierpnia 1919 pułk wyjechał z Łomży i Ostrołęki, trzema transportami, na front litewsko-białoruski. I batalion przybył do miejscowości Lachowicze, zaś II i III bataliony do Mołodeczna. W pierwszym okresie najcięższe walki pułk prowadził na linii Dzisna – Orzechowo – Uszacz – Kamień – Lepel. Bataliony działały w oddzielnych grupach operacyjnych.
6 sierpnia I batalion, walczący w grupie płk. Aleksandra Boruszczaka, sforsował rzekę Łań i zdobył Kleck. Będąc od 28 sierpnia w grupie płk. Ostrowskiego, dotarł do Mińska, stąd odszedł na dłuższy postój do twierdzy bobrujskiej i od 4 października obsadzał prawy brzeg Berezyny. Po ciężkim boju pod Leplem, wykonał odwrót na linię Uhły–Świada–Ziabki. W tym okresie batalion pełnił zazwyczaj służbę kordonową.
Bataliony II i III wykonały marsz z Mołodeczna do Bogusławia i po 23 sierpnia weszły do walk na przedpolach Dźwiny, zdobywając Łużki i Plissę. II batalion 14 września dotarł do Dźwiny. 25 września rozpoczął się udany w pierwszej fazie wypad na Uszę, potem jednak nastąpił odwrót połączony z ciężkimi walkami. Sytuację całej 8 DP pogorszyła ofensywa bolszewickiej 16 Armii, próbującej przełamać front polski między Dźwiną a górną Berezyną. Od 19 do 21 października III batalion bronił Uszacza. W składzie XV Brygady  uczestniczył w ofensywie nad Dźwiną.
3 listopada 33 pułk piechoty, w składzie XV Brygadą Piechoty, uderzył z rubieży Świada – Ziabki w kierunku Dźwiny. Idący w straży przedniej II batalion natknął się na nieprzyjaciela pod Prozorokami. Walkę II batalionu wsparł I batalion wsparty pociągiem pancernym. Polacy odnieśli sukces. Atakujący z powodzeniem pod Uszaczem III batalion wziął do niewoli około 150 jeńców. Do 8 listopada 33 pułk piechoty osiągnął nakazany odcinek Dźwiny.
Obrona i odwrót znad Dźwiny
20 stycznia 1920 pułk bronił odcinka obrony w rejonie Homla. W tym dniu nieprzyjaciel wykonał uderzenie na miasto siłami dwóch batalionów. Po kilkugodzinnej obronie poległa załoga z 12 kompanii piechoty, a jej dowódca, ppor. Faustyn Zalas, odebrał sobie życie. Została rozbita także placówka 1 kompanii. Dopiero kontratakiem I batalionu udało się przywrócić poprzednią pozycję.
Zimą i wczesną wiosną nad Dźwiną miały miejsce jedynie lokalne walki. II batalion zorganizował udany wypad pod Podgajem i Krasnym na bolszewicką pozycję umocnioną. Zdobyto sztandar pułkowy.
W kolejnych dniach pułk stał na pozycjach obronnych nad Dźwiną, w okolicy jeziora.
14 maja wojska bolszewickie zaatakowały 1 Armię gen. Stefana Majewskiego. W tym dniu I batalion  bronił redut „Sujce” i „Turowla”. Już po południu cały pułk rozpoczął odwrót i przeszedł do działań opóźniających. Odchodzono na Ziabki i rzekę Uszacz. Współdziałając z 13 pułkiem piechoty i batalionem saperów, ustabilizowano odcinek frontu na południe od Daniłowicz.
2 czerwca ruszyła kontrofensywa z dawnych okopów niemieckich. 8 Dywizja Piechoty rozwinęła pomyślne natarcie zbieżne na Łuczaj. 4 czerwca 33 pp atakował z powodzeniem oddziały bolszewickiej 12 Dywizji Strzeleckiej pod Swidnem, rozbił 105 pułk strzelecki i zmusił brygadę przeciwnika do ucieczki. III batalion brawurowym atakiem zdobył Głębokie. Do 6 czerwca 33 pułk, wsparty dwoma bateriami 8 pułku artylerii polowej, zajął Plissę, a następnie toczył boje pod wsią Borowe. Ogółem 33 pp wziął do niewoli niemal 800 jeńców, zdobył 37 karabinów maszynowych, wozy taborowe, duże ilości różnego sprzętu wojennego. Poprawiła się sytuacja armii, trzymającej front długości 90 km między Dźwiną a źródłami Berezyny.
4 lipca ruszyła wielka kontrofensywa Armii Czerwonej. W tym dniu pułk bronił się w rejonie Dregucze – Jelnia. Na pozycje zajmowane przez II i III batalion wyszło natarcie dwóch dywizji 4 Armii gen. Iwana Siergiejewa. Strzelcy polscy skutecznie opóźniali rozwijanie się  sił nieprzyjaciela. W ciągu 16 godzin oba bataliony przeprowadziły 17 kontrataków.
Dopiero groźba obejścia skrzydła przez kawalerię Gaj-Chana zmusiła piechotę do odwrotu. W ciągu tygodnia odwrót momentami przybierał charakter ucieczki.
Bataliony I i III odchodziły na Nowe Święciany – Wilno – Grodno, zaś II batalion cofał się na Oszmianę  – Lidę – Skidel – Indurę i dołączył do pułku dopiero w Ciasnem.
Nie udało się powstrzymać bolszewickich oddziałów na linii Bugu oraz Niemna. Po starciach pod Wasilkowem 33 pp stawiał opór pod Wyszonkami i przez 3 dni na rubieży Małkinia − Kańkowo.  Po walkach nad Bugiem pułk wycofywał się w kierunku Warszawy.
W Łomży, na bazie batalionu zapasowego, sformowany został 233 pułk piechoty. Jego dowódcą został ozdrowieniec – Rowiński.
Obrona pod Warszawą; przejście do pościgu
12 sierpnia XV Brygada Piechoty obsadziła przyczółek warszawski od Okuniewa do Leśniakowizny. 33 pp stanął pod Ossowem i planowany był do jej odwodu.
Już 13 sierpnia kompanie I i III zwalczały wypady nieprzyjaciela. Wieczorem dowódca 33 pp, ppłk Jerzy Sawa-Sawicki, meldował, że nie może odejść do odwodu ze względu na lukę między 8 a 11 Dywizją Piechoty. Ciągłe walki uniemożliwiły reorganizację pułku i wcielenie w jego szeregi napływających ochotników.
Przed świtem 14 sierpnia III batalion znajdował się na styku z 11 Dywizją Piechoty, na prawo od niego rozmieszczał się I batalion, a w Ossowie pozostawał II batalion.
Około 3.00 Rosjanie uderzyli przez Leśniakowiznę na Ossów i przełamali obronę I batalionu. II batalionowi groziło oskrzydlenie. Dowódca pułku osobiście czynił starania, by powstrzymać paniczny odwrót ochotników. Walki obfitowały w dramatyczne momenty. Pułk stracił dwóch zabitych i kilku ciężko rannych oficerów.
Przed 7.00 dowództwo 8 Dywizji Piechoty nakazało podsunięcie III batalionu 13 pp w celu zablokowania wyłomu pod Leśniakowizną. Słabo spisywały się tu kompanie ochotnicze, chaos ogarniał pododdziały szykujące się do walki. W tak groźnym momencie nadeszły dwie ostatnie kompanie ochotników 236 pułku piechoty. Dołączył ks. Ignacy Skorupka, a ppłk Sawicki przejeżdżał konno wzdłuż linii, kierując bezpośrednio ochotnikami.
O rozstrzygnięciu bitwy pod Ossowem zadecydował głównie III batalion 13 pułku piechoty. Jego powodzenie spowodowało, że wznowiły też natarcie grupy ochotników oraz piechurzy z 33 pp i 36 pp. Ossów został odbity za cenę dużych strat. Z szeregów 33 pułku piechoty ubyło w dniach 13-14 sierpnia 6 oficerów i około 250 szeregowych.
16 sierpnia kontruderzenie znad Wieprza zapoczątkowało pościg za bolszewickimi wojskami. 17 sierpnia dwa bataliony 33 pp posunęły się na Majdan oraz Ręczaje Polskie. Następnie pułk pomaszerował do Wyszkowa. Do końca sierpnia 33 pp odpoczywał w rejonie Wieliszewa i dopiero 12 września w składzie macierzystej 8 Dywizji Piechoty odjechał na Front Południowo-Wschodni. W dwa dni później II batalion zajął Martynów i Bursztyn. 16 września 33 pp forsował pod Bursztynem Zgniłą Lipę, a 20 września zajął Tarnopol. Dalej maszerował na Zbaraż i Zasław. 24 września zdobyto Szepietówkę i tu nastąpiła przerwa w działaniach. 17 października pułk zdobył Lubar nad Słuczą. Tam nocą nadeszła wiadomość o zawieszeniu broni.
W dniach 25-30 listopada pułk cofnął się na linię demarkacyjną, obsadzając odcinki od Rybacza do Ożenin.
22 marca 1921 roku odjechał ze stacji Krzemieniec do Łomży.
Bilans walk
W czasie „walk o grancie”, czyli od 1 sierpnia 1919 do 22 marca 1921 służyło w pułku 138 oficerów i 5665 szeregowych, a po dodaniu batalionu zapasowego 160 oficerów i 8600 szeregowych. Zdobycze określono oficjalnie na około 14 000 jeńców, znaczące ilości broni (w tym 160 karabinów maszynowych) i sprzętu, 2 sztandary pułkowe.
Straty własne w przybliżeniu wynosiły: 15 oficerów i 362 szeregowych zabitych oraz 32 oficerów i 1150 szeregowych rannych.
Żołnierze  33 pułku otrzymali 25 Krzyży Orderu Virtuti Militari i 178 Krzyży Walecznych. Wśród odznaczonych Krzyżem Walecznych był ppor. Łazarz Feiwel (1890–1941)

### Kawalerowie Virtuti Militari

Order Virtuti Militari

| Żołnierze pułku odznaczeni Krzyżem Srebrnym Orderu Wojskowego Virtuti Militari za wojnę 1918–1920: | Żołnierze pułku odznaczeni Krzyżem Srebrnym Orderu Wojskowego Virtuti Militari za wojnę 1918–1920: | Żołnierze pułku odznaczeni Krzyżem Srebrnym Orderu Wojskowego Virtuti Militari za wojnę 1918–1920: |
| -------------------------------------------------------------------------------------------------- | -------------------------------------------------------------------------------------------------- | -------------------------------------------------------------------------------------------------- |
| ppor. Mieczysław Biały                                                                             | por. Gwidon Bursa                                                                                  | plut. Jan Duchnowski                                                                               |
| ppor. Marian Frydrych                                                                              | plut. Mikołaj Górak                                                                                | plut. Julian Karczewski                                                                            |
| plut. Walenty Kielar                                                                               | sierż. Jan Kubicki                                                                                 | ppor. Stanisław Latour                                                                             |
| st. sierż. Tadeusz Marek                                                                           | ppor. Włodzimierz Michałowski                                                                      | kpt. Anatol Minkowski                                                                              |
| st. sierż. Władysław Muszyński                                                                     | pchor. Lucjan Orłowski                                                                             | ppłk Jerzy Sawa-Sawicki                                                                            |
| ppor. Jerzy Skoryna                                                                                | st. sierż. Józef Staszewski                                                                        | por. Zdzisław Świątkowski                                                                          |
| ppor. Tadeusz Tabaczyński                                                                          | sierż. Mieczysław Walczak                                                                          | plut. Fabian Wądołowski                                                                            |
| plut. Aleksander Wesołek                                                                           | sierż. Józef Wróblewski                                                                            | kpt. Faustyn Zalas                                                                                 |
| ppor. Wacław Zdrojewski                                                                            | | |

## Pułk w okresie pokoju
Po przybyciu do Łomży pułk zajął koszary porosyjskie przy szosie na Śniadowo–Ostrów Mazowiecką. Organizacyjnie należał do 18 Dywizji Piechoty.
W związku z miejscem stacjonowania, pamiętając o bohaterskich walkach w obronie ojczyzny mieszkańców Puszczy Zielonej i całego Ponarwia, używano nieoficjalnej nazwy 33 pułk Strzelców Kurpiowskich. W końcu 1938 roku nazwa ta została zaaprobowana przez Wojskowe Biuro Historyczne, natomiast nie przyjęto propozycji, by szefem honorowym pułku był Stach Konwa. Czekano na stosowny rozkaz.
Oficerowie w początkowym okresie w większości wywodzili się z byłej armii rosyjskiej. Byli też dawni peowiacy i legioniści. W miarę upływu lat przychodzili absolwenci szkół wojskowych, głównie Szkoły Podchorążych Piechoty z Ostrowi Mazowieckiej.
Podoficerowie  nieformalnie dzieleni byli na „frontowych” i „po szkołach okresu pokojowego”. Dostrzegano luki w wykształceniu ogólnym starszych wiekiem plutonowych i sierżantów. W Zambrowie funkcjonował batalion szkolny dla podoficerów 18 DP i tam te luki starano się wypełnić. Większość dowódców 33 pułku piechoty przykładała dużą wagę do wszechstronnych ćwiczeń kadry. Wojska ćwiczono na obozach letnich w Osowcu i Czerwonym Borze, rzadziej w Przasnyszu, Ostrowi i Wilnie. Żołnierze nowo wcieleni ćwiczyli na placu zwanym Kraską, położonym około 2 km od centrum miasta. Bliskość Narwi sprawiała, że prowadzono zajęcia nad rzeką, połączone z forsowaniem zapory wodnej.
Na podstawie rozkazu wykonawczego Ministerstwa Spraw Wojskowych do Departamentu Piechoty o wprowadzeniu organizacji piechoty na stopie pokojowej PS 10-50 z 1930 roku, w Wojsku Polskim wprowadzono trzy typy pułków piechoty. 33 pułk piechoty zaliczony został do typu II pułków piechoty (tzw. wzmocnionych). W każdym roku otrzymywał około 845 rekrutów. Stan osobowy pułku wynosił 68 oficerów oraz 1900 podoficerów i szeregowców. Na czas wojny przewidywany był do pierwszego rzutu mobilizacyjnego. W okresie zimowym posiadał dwa bataliony starszego rocznika i batalion szkolny, w okresie letnim zaś trzy bataliony strzeleckie. Jego stany były wyższe od pułku „normalnego” (typ I) o ok. 400-700 żołnierzy.
W listopadzie 1930 roku pułk otrzymał 90 erkaemów Browning wz. 28. Do 1930 wymieniono ckm-y Maxim wz. 08, do 1935  Maxim wz. 10/28, po nim Browning wz. 30. Nowością były 37 mm armaty przeciwpancerne Bofors. We wrześniu 1939 pułk posiadał 9 takich armat.

### Działalność kulturowo-oświatowa i sportowa
W 1920 powstała w pułku sekcja teatralna. Początkowo wystawiano sztuki Aleksandra Fredry. Potem wystawiano także wodewile, rewie i wyjeżdżano ze spektaklami poza Łomżę. Koło Amatorskie Teatru Żołnierskiego przekształciło się w Teatr Żołnierski 33 Pułku Piechoty i skupiało około stu osób, podzielonych na kilka zespołów. Teatr urządzał także zebrania towarzyskie, zabawy, wieczornice, akademie okolicznościowe. 5 stycznia 1931 wystawiono wielkie pięcioaktowe widowisko teatralno-sceniczne „Polskie Betlejem”.
Równolegle z teatrem działał, istniejący od marca 1919, chór żołnierski. Miał on w swoim repertuarze utwory wojskowe i ludowe, towarzyszące w przeszłości ważnym wydarzeniom historycznym. Bliskie związki łączyły chór z orkiestrą pułkową. Orkiestra dysponowała zespołem symfonicznym i do repertuaru wprowadzono dzieła Fryderyka Chopina, Stanisława Moniuszki, Josepha Haydna, Richarda Wagnera. Pułk z orkiestrą prezentował się społeczeństwu łomżyńskiemu zazwyczaj 11 listopada, 3 maja, podczas przysięgi żołnierskiej, wizyt dostojników państwowych i wielu innych świąt. W 1932 wystawiono widowisko batalistyczne „Rok 1920”.

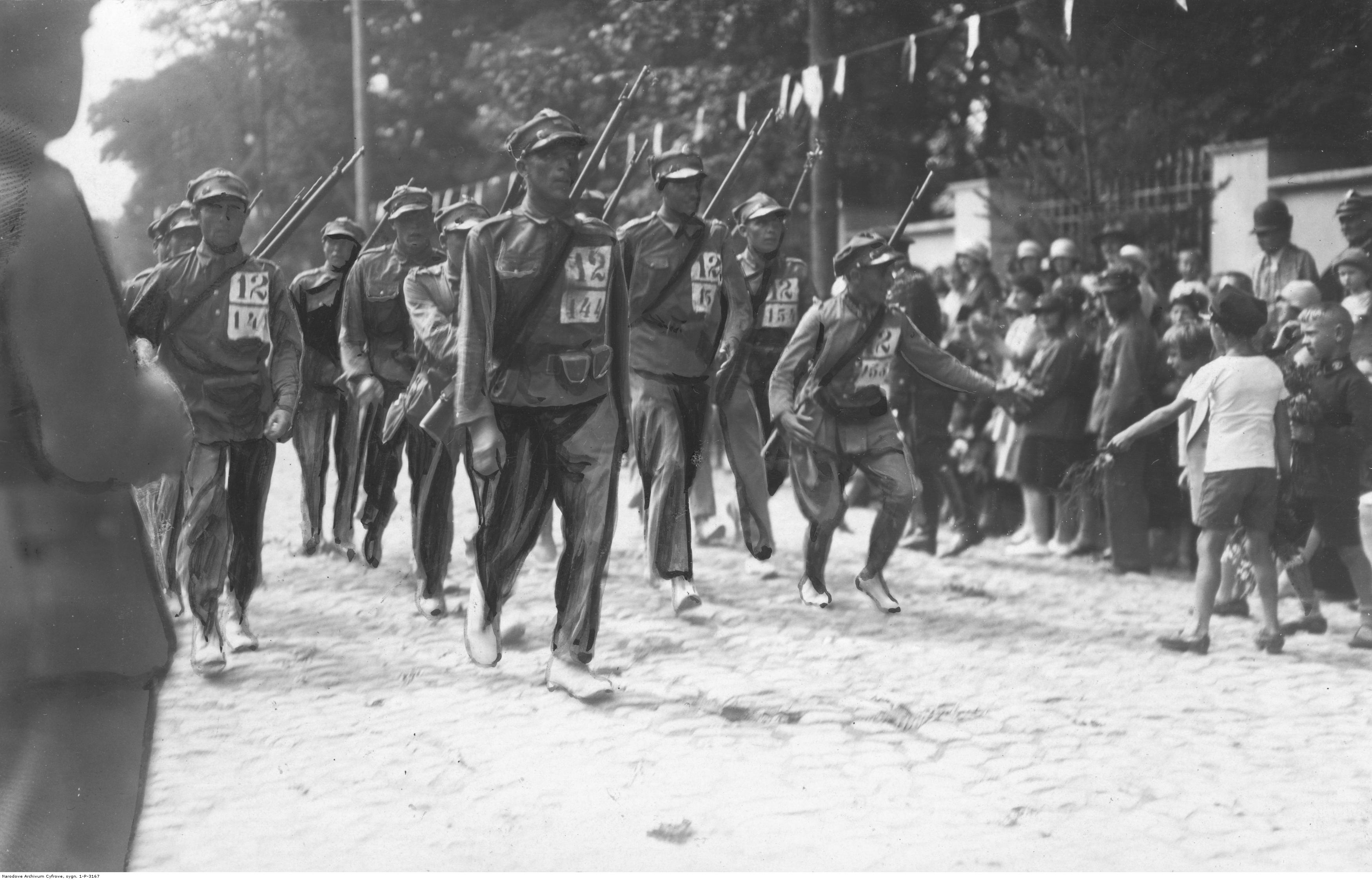
Marsz w rocznicę wymarszu Pierwszej Kompanii Kadrowej – zwycięska drużyna 33 pułku piechoty na mecie; 1929 r.

19 maja 1927 roku minister spraw wojskowych marszałek Polski Józef Piłsudski ustalił i zatwierdził dzień 14 sierpnia, jako datę święta pułkowego.
Po raz pierwszy święto pułk obchodził swoje święto 27 sierpnia 1922 roku, w drugą rocznicę bitwy pod Ossowem stoczonej 13 sierpnia 1920 roku. Obchody zaczynano tradycyjnie 13 sierpnia od nabożeństwa żałobnego oraz uroczystego capstrzyku, połączonego z apelem poległych. Następnego dnia na mszę polową przybywali przedstawiciele władz Łomży, dowództwa 18 Dywizji Piechoty i inni zaproszeni goście. Orkiestra i chór wykonywały wiązankę utworów, dowódca pułku wygłaszał przemówienie i odznaczał wyróżnionych, po czym następowała defilada wszystkich pododdziałów. Po wspólnym obiedzie zaczynały się zabawy i gry. W 1925 na święto pułkowe przybył prezydent Stanisław Wojciechowski, który wręczył pułkowi sztandar, a mszę celebrował biskup polowy Stanisław Gall.
W 1930 zakończono budowę „Domu Żołnierza”. Funkcjonowała w nim „Rodzina Wojskowa”. Utworzono sekcję sanitarną, niesiono pomoc biednym i bezrobotnym.
Na niwie sportowej największe sukcesy drużyny 33 pułku piechoty osiągnęły w marszach Szlakiem I Kadrowej i na trasie Sulejówek – Belweder. W latach 1926 i 1929 piechurzy z pułku łomżyńskiego okazali się najlepszymi w Polsce i odebrali nagrodę z rąk marszałka Józefa Piłsudskiego.
Już w 1918 przy 33 pułku piechoty powstała drużyna piłkarska „Piechur”, którą w 1936 przemianowano na  WKS Łomża. Kadra zawodowa pułku corocznie przystępowała do zdobywania odznak strzeleckich 3 i 2 klasy.

### Działania pułku w okresie przewrotu majowego 1926
Z uwagi na tradycje, a także osobę dowódcy, pułk uchodził za propiłsudczykowski. 11 maja 1926 przebywający w Warszawie sierżant Woźniak skontaktował się z organizatorami przewrotu i odebrał od nich rozkaz adresowany do dowódcy pułku. Rozkaz nakazywał natychmiastowy marsz jednostki ku stolicy. Dowódca pułku płk Michał Pakosz załadował pododdziały na transport kolejowy i przegrupował do Wołomina. Stąd marszem pieszym pułk udał się na Pragę. Na przedmieściach stolicy doszło do starć z 71 pułkiem piechoty – oddziałem z tej samej 18 Dywizji Piechoty. Stanowcza postawa płk. Pakosza, wspartego przez dowództwa 36 pp oraz 13 pułku piechoty, zadecydowała o odwrocie pułku zambrowskiego.
Drobne potyczki odnotowano w rejonie ulicy Bema, a na placu Napoleona pododdziały pułku stały się obiektem ataku lotnictwa. W wyniku starć dwóch żołnierzy pułku zostało rannych. 4 maja pułk wrócił do koszar.
| Obsada personalna i struktura organizacyjna w marcu 1939 | Obsada personalna i struktura organizacyjna w marcu 1939 | Obsada personalna i struktura organizacyjna w marcu 1939 | Obsada personalna i struktura organizacyjna w marcu 1939 |
| Stanowisko                                               | Stopień, imię i nazwisko                                 | Stopień, imię i nazwisko                                 | Stopień, imię i nazwisko                                 |
| Dowództwo i kwatermistrzostwo:                           | Dowództwo i kwatermistrzostwo:                           | Dowództwo i kwatermistrzostwo:                           | Dowództwo i kwatermistrzostwo:                           |
| -------------------------------------------------------- | -------------------------------------------------------- | -------------------------------------------------------- | -------------------------------------------------------- |
| dowódca pułku                                            | ppłk dypl. Lucjan Piotr Stanek                           | ppłk dypl. Lucjan Piotr Stanek                           | ppłk dypl. Lucjan Piotr Stanek                           |
| I zastępca dowódcy                                       | ppłk dypl. Romuald Sidorski                              | ppłk dypl. Romuald Sidorski                              | ppłk dypl. Romuald Sidorski                              |
| adiutant                                                 | kpt. Franciszek Dmochowski                               | kpt. Franciszek Dmochowski                               | kpt. Franciszek Dmochowski                               |
| starszy lekarz                                           | mjr dr Kacper Latała                                     | mjr dr Kacper Latała                                     | mjr dr Kacper Latała                                     |
| młodszy lekarz                                           | ppor. lek. Michał Bosiacki                               | ppor. lek. Michał Bosiacki                               | ppor. lek. Michał Bosiacki                               |
| oficer Placu Łomża                                       | kpt. adm. (piech.) Czesław Łęgowski                      | kpt. adm. (piech.) Czesław Łęgowski                      | kpt. adm. (piech.) Czesław Łęgowski                      |
| II zastępca dowódcy (kwatermistrz)                       | mjr Henryk Sylwester Folwarczny                          | mjr Henryk Sylwester Folwarczny                          | mjr Henryk Sylwester Folwarczny                          |
| oficer mobilizacyjny                                     | kpt. adm. (piech.) Bronisław Marian Stanisław Rosiński   | kpt. adm. (piech.) Bronisław Marian Stanisław Rosiński   | kpt. adm. (piech.) Bronisław Marian Stanisław Rosiński   |
| zastępca oficera mobilizacyjnego                         | kpt. Antoni Bieganowski                                  | kpt. Antoni Bieganowski                                  | kpt. Antoni Bieganowski                                  |
| oficer administracyjno-materiałowy                       | kpt. Ludwik Biśta                                        | kpt. Ludwik Biśta                                        | kpt. Ludwik Biśta                                        |
| oficer gospodarczy                                       | kpt. int. Edward Nowotko                                 | kpt. int. Edward Nowotko                                 | kpt. int. Edward Nowotko                                 |
| na praktyce                                              | kpt. adm. (piech.) Andrzej Senderowicz                   | kpt. adm. (piech.) Andrzej Senderowicz                   | kpt. adm. (piech.) Andrzej Senderowicz                   |
| oficer żywnościowy                                       | chor. Jan Głowacki                                       | chor. Jan Głowacki                                       | chor. Jan Głowacki                                       |
| dowódca kompanii gospodarczej                            | kpt. tab. Jan Zawer                                      | kpt. tab. Jan Zawer                                      | kpt. tab. Jan Zawer                                      |
| kapelmistrz                                              | ppor. adm. (kapelm.) Leon Komorowski                     | ppor. adm. (kapelm.) Leon Komorowski                     | ppor. adm. (kapelm.) Leon Komorowski                     |
| dowódca plutonu łączności                                | por. Kazimierz Budny                                     | por. Kazimierz Budny                                     | por. Kazimierz Budny                                     |
| dowódca plutonu pionierów                                | por. Henryk Szczepan Szczepanowski                       | por. Henryk Szczepan Szczepanowski                       | por. Henryk Szczepan Szczepanowski                       |
| dowódca plutonu artylerii piechoty                       | kpt. art. Zygmunt Branicki                               | kpt. art. Zygmunt Branicki                               | kpt. art. Zygmunt Branicki                               |
| dowódca plutonu ppanc.                                   | por. Zygmunt Olkowski                                    | por. Zygmunt Olkowski                                    | por. Zygmunt Olkowski                                    |
| dowódca oddziału zwiadu                                  | por. Władysław Szarek                                    | por. Władysław Szarek                                    | por. Władysław Szarek                                    |
|                                                          | I batalion                                               | II batalion                                              | III batalion                                             |
| dowódca batalionu                                        | mjr Stanisław Wyderka                                    | mjr Mikołaj Steczyszyn                                   | mjr Józef Sikora                                         |
| dowódca kompanii                                         | kpt. Stanisław Koziar                                    | kpt. Józef Świrniak                                      | kpt. Erwin Dąbrowski                                     |
| dowódca plutonu                                          | por. Jan Sadowski                                        | por. Kazimierz Smagowicz                                 | ppor. Mieczysław Fedorowicz                              |
| dowódca plutonu                                          | ppor. Konstanty Wiśniewski                               | ppor. Michał Bochniewicz                                 | ppor. Bogusław Zyblewski                                 |
| dowódca kompanii                                         | kpt. Leonard Bartoszewicz                                | por. Adam Łempicki                                       | por. Józef Jan Szewczyk                                  |
| dowódca plutonu                                          | ppor. Władysław Lisek                                    | ppor. Leon Łojewski                                      | por. Edward Tarczałowicz                                 |
| dowódca plutonu                                          | chor. Władysław Wróbel                                   |                                                          | ppor. Jan Brochowski                                     |
| dowódca kompanii                                         | kpt. Bronisław Rzepecki                                  | kpt. Emilian Przybojewski                                | kpt. Roman Marian Tarkowski                              |
| dowódca plutonu                                          | ppor. Józef Malinowski                                   | ppor. Mieczysław Kuna                                    | por. Jan Wróbel                                          |
| dowódca plutonu                                          |                                                          | chor. Stanisław Szabłowski                               | ppor. Franciszek Karszniewicz                            |
| dowódca kompanii ckm                                     | kpt. Andrzej Janczak                                     | kpt. Aleksander Jastrzębski                              | kpt. Leon Sztok                                          |
| dowódca plutonu                                          | por. Zbigniew Sankowski                                  | por. Franciszek Zaremba                                  | por. Józef Pogonowski                                    |
| dowódca plutonu                                          | ppor. Antoni Czernicki                                   |                                                          | chor. Walenty Kielar                                     |
| na kursie                                                | por. Aleksander Franciszek Siejak                        | por. Aleksander Franciszek Siejak                        | por. Aleksander Franciszek Siejak                        |
| na kursie                                                | por. Zenon Nowakowski                                    | por. Zenon Nowakowski                                    | por. Zenon Nowakowski                                    |
| obwodowy komendant PW nr 33                              | kpt. piech. Zygmunt II Nowicki                           | kpt. piech. Zygmunt II Nowicki                           | kpt. piech. Zygmunt II Nowicki                           |

## 33 pp w kampanii wrześniowej

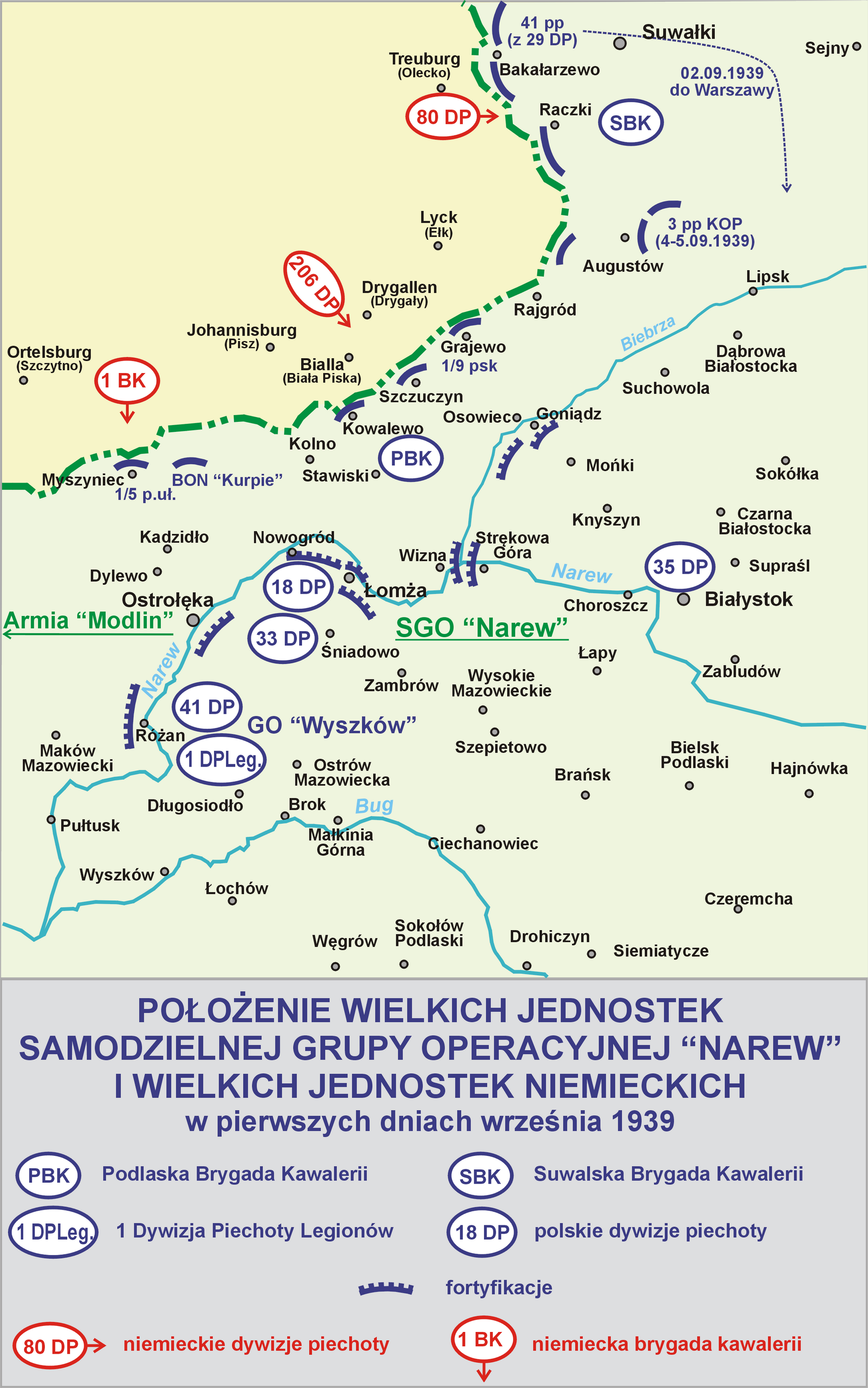

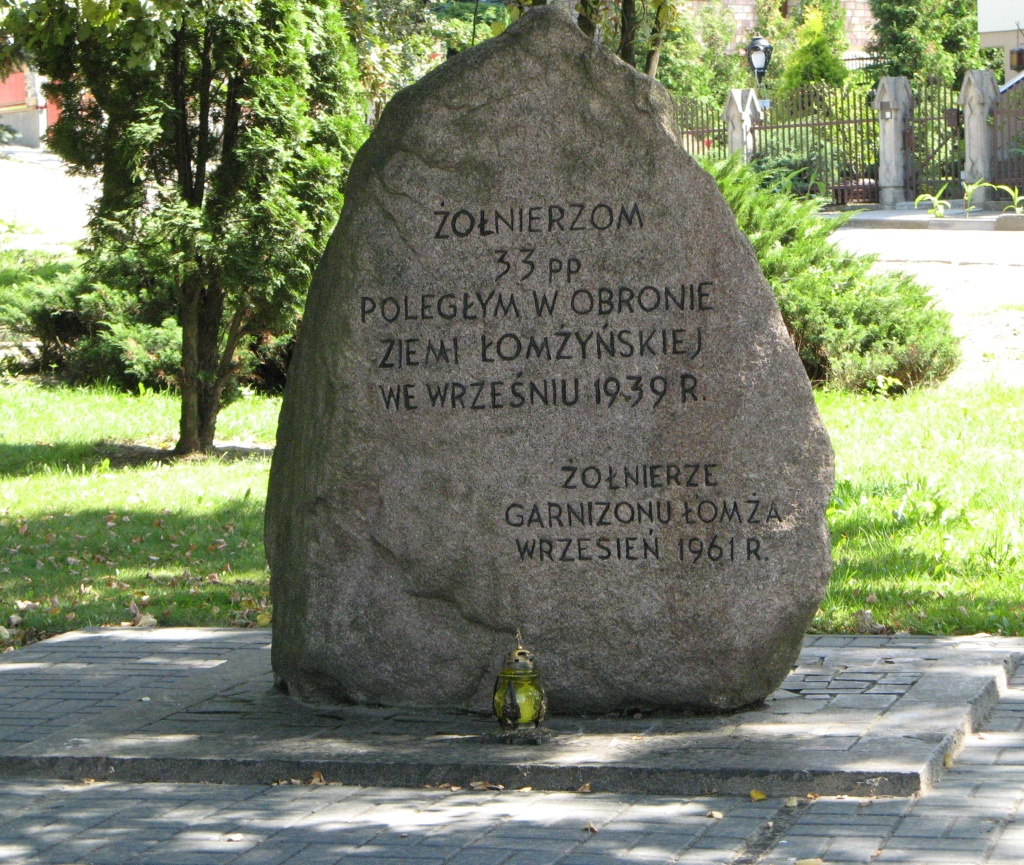
W hołdzie żołnierzom pułku (Piątnica Poduchowna)

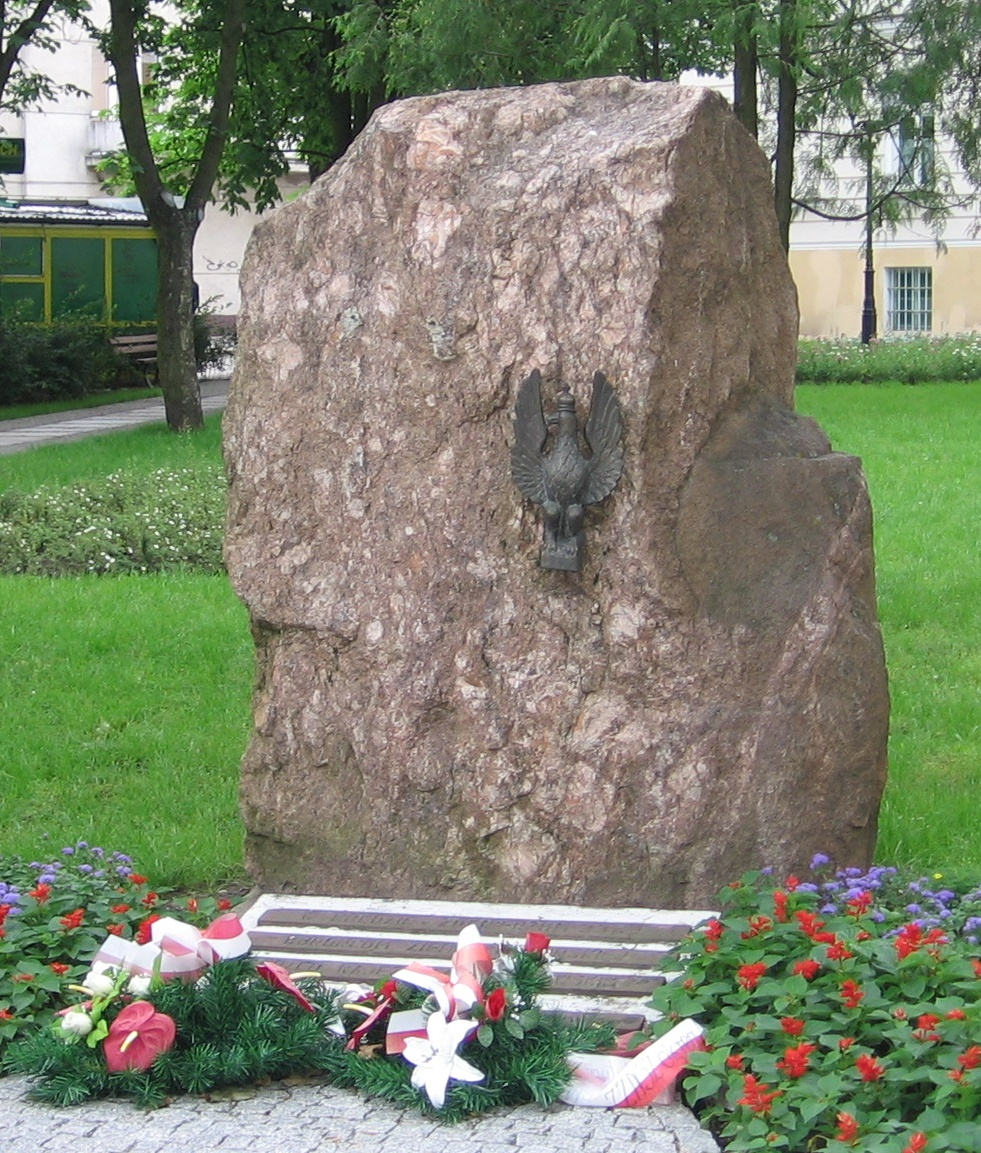
Obelisk upamiętniający pułk w Łomży

### Plany użycia 33 pp
23 marca 1939 roku sformowana została Samodzielna Grupa Operacyjna „Narew” pod dowództwem gen. bryg. Czesław Młota-Fijałkowskiego. Wchodząca w jej skład 18 Dywizja Piechoty miała zorganizować obronę na linii rzek Narew – Biebrza i zająć pozycje między Ostrołęką a Łomżą. 33 pułk piechoty otrzymał zadanie bronić odcinków „Nowogród” i „Łomża”, a pododdziały tyłowe zamierzano ulokować na południowy zachód od Łomży. Obsadzono linię obrony o długości 65 km – na wschód od Wojciechowic (obecnie część miasta Ostrołęka) do Rutek. Główny wysiłek obrony stanowiły ośrodki oporu: „Nowogród”, „Jednaczewo” i „Łomża”, a pozostałe rejony miały być jedynie dozorowane. Na przedpolu pas ubezpieczeń miała zorganizować Podlaska Brygada Kawalerii.
Do obrony przepraw w Łomży wykorzystano trzy forty rosyjskie. Były dobrze wkomponowane w teren, funkcjonował most żelazny zapewniający łączność z miastem, a cała pozycja została oparta na prawym skrzydle o mokradła, zaś na lewym dochodziła do rzeki. W czerwcu i lipcu wykonano 12 lekkich schronów żelbetowych, uzupełniając nimi pierwszą linię obronną wytyczoną przez forty carskie.
Na południowym brzegu Narwi wykonano ich 16 i to nie w pełni wykończonych.
Na odcinku Nowogród – Szablak zbudowano 8 schronów i rozpoczęto 5 kolejnych. W Nowogrodzie wznoszono tamę, a w rejonie Pniewo-Siemień zasypano rowy odwadniające. W Siemieniu Nadrzecznym wzniesiono dodatkowy most, by ułatwić wycofanie się własnych oddziałów z przedpola.
Łącznie gotowych do użycia było 40 schronów betonowych i 82 schrony drewniane. Wykonano 17,8 km rowów strzeleckich, 60 przeszkód przeciwpancernych i założono 600 min.

### Mobilizacja pułku i rozmieszczenie
Pułk zaliczany był do rzutu osłony „niebieskiego”. 23 marca 1939 przeprowadził mobilizację I batalionu w celu obsadzenia przepraw przez Narew w Łomży i Nowogrodzie. Jedna kompania zajęła pozycję pod Nowogrodem, a dwie rozlokowały się w fortach piątnickich. W następnych dniach rozpoczęto intensywne ćwiczenia rezerwistów. 22 sierpnia pododdziały wróciły do garnizonu i zarządzono mobilizację służb grup wydzielonych. 24 sierpnia pułk rozpoczął w koszarach mobilizację alarmową. Rezerwiści stawili się niemal w stu procentach. Zgodnie z planem mobilizacyjnym "W" oprócz własnych jednostek zmobilizowano w mobilizacji alarmowej w grupie "brązowej"; kompanię km plot. typ B nr 112, dwa plutony artylerii pozycyjnej typ II nr 15 i 16. W grupie "niebieskiej" również; kompanię asystencyjną nr 116, kolumnę taborową nr 109 i kompanię km plot. typ A nr 3. W I rzucie mobilizacji powszechnej; III batalion 116 pułku piechoty rez. i swój batalion marszowy.  Stan liczebny pułku wzrósł do ponad 3000 żołnierzy. Nadwyżki ludzi i koni odesłano już po wybuchu wojny do ośrodka zapasowego w Białej Podlaskiej i ulokowano we wsi Sławlinek. W nocy z 30 na 31 sierpnia oddziały liniowe obsadziły pozycje obronne. III batalion z kompanią forteczną km (4 komp. km 33 pp) przyjął odcinek „Nowogród”, II batalion bez 4 kompanii i plutonu moździerzy obsadził pozycję Szablak – Jednaczewo, a 1 i 3 kompania I batalionu pozostawały w fortach piątnickich, zaś 2 kompanii tego batalionu powierzono linie obrony od ulicy Zdrojowej do Grobli Jednaczewskiej. 1 kompanię ckm 33 pp przydzielono plutonami do kompanii strzeleckich I batalionu, a przydzielony z 18 batalionu saperów pluton saperów wzmocnił obronę mostu na grobli do Piątnicy. Stanowisko dowodzenia rozwinięto w Krasce, a wysunięte punkty w Mątwicy i Piątnicy. Pododdziały pułku wspierał III dywizjon 18 pułku artylerii lekkiej.

### Działania bojowe

#### Działania pułku od 1 do 7 września
W pierwszym dniu wojny samoloty niemieckie bombardowały Łomżę i ostrzelały wybrane punkty w mieście z maszynowej broni pokładowej; wykryto dywersantów.
O 6.00 dowódca 18 Dywizji Piechoty, płk dypl. Stefan Kossecki nakazał kontynuować prace fortyfikacyjne. Nocą kolumny taborowe przejechały w rejon Szczepankowa i Śniadowa.
Również 2 września nie zanotowano ważnych wydarzeń na odcinkach obrony 33 pp.
Od 3 września lotnictwo niemieckie systematycznie bombardowało pozycje polskie w rejonie Łomży i sporadycznie pod Nowogrodem. Nie nadszedł spodziewany batalion ciężkich karabinów maszynowych, by objąć pozycję „Jednaczewo”, a II batalion mjr. Władysława Święcickiego pozostał na pozycjach zamiast przejść do odwodu.
W dniach 4 i 5 września gen. Młot-Fijałkowski przesuwał swoje odwody na lewe skrzydło, z gotowością wykonania kontrnatarcia na Różan lub Ostrołękę. To bardzo osłabiło siły przeznaczone do bezpośredniej i pośredniej obrony przepraw pod Łomżą oraz Nowogrodem. 33 pułk piechoty pozostał na pozycjach osamotniony. Nocą z 5 na 6 września odwrót za Narew rozpoczęła Podlaska BK i 3/18 batalionu saperów. W tej sytuacji dowódca 33 pp ppłk dypl. Lucjan Stanek skierował na przedpole pluton kolarzy i pluton zwiadowców konnych. Od 5 września 33 pułk piechoty podlegał bezpośredniemu rozkazodawstwu SGO „Narew”. W godzinach wieczornych 6 września kompania zwiadowcza stwierdziła ruch kolumn nieprzyjacielskich przez Ponarwie, na szosach wiodących ku Łomży: Kolno – Rakowo i Szczuczyn – Stawiski. Pluton konnych zwiadowców zniszczył most na Skrodzie w rejonie Rakowa i zajął pozycje po obu stronach szosy. Zmusiło to Niemców do wstrzymania marszu i rozwinięcia szyków na północnym brzegu rzeki. W walce zwiadowcy ponieśli znaczne straty i cofnęli się na Mały Płock – Rogienice. W tym czasie pluton kolarzy odjechał do Stawek i też zajął pozycje na tzw. czarnej drodze. Kompanie 33 pp wystawiły nocne podsłuchy.
W godzinach przedpołudniowych 7 września oba plutony dołączyły do pułku. Dowódca pułku ppłk Stanek przekazał dowódcy 18 DP informację o sytuacji na przedpolu.

#### Walki o przeprawy na Narwi
7 września Niemcy podjęli próbę przełamania polskich pozycji pod Łomżą. Odejście Podlaskiej BK odsłoniło ten odcinek. We wczesnych godzinach popołudniowych 6 niemieckich  lekkich czołgów  z piechotą podjechało pod forty nr 2 i 3 w Piątnicy. Dobrze zorganizowana obrona przeciwpancerna spowodowała, że czołgi zostały zniszczone, a ponawiane ataki piechoty zatrzymane ogniem broni maszynowej, moździerzy i granatników. Ponadto wsparcia udzielała 7 bateria 18 pal. W efekcie nacierający stracili ponad 50% ludzi i wycofali się na kierunek Czarnocina, Elżbiecina i Kisielnicy. Nocą na przedpole fortów wyszedł patrol, który znalazł przy rannym kapitanie niemieckim mapę sytuacyjną. Z Łomży tego dnia ewakuowała się policja i żandarmeria, a ich obowiązki przejął 16 batalion wartowniczy, dowodzony przez dowódcę placu kpt. Janowicza.

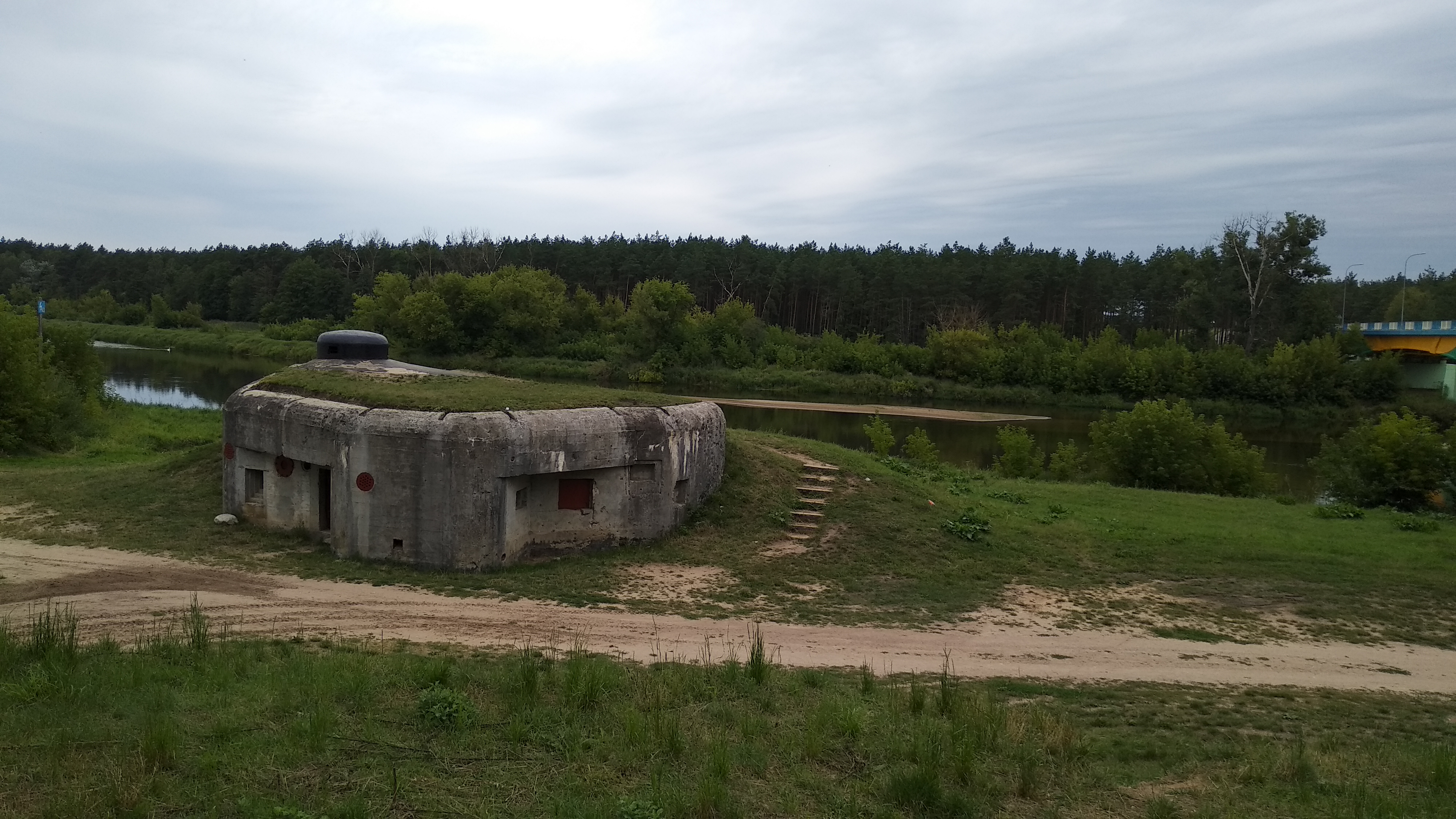
Polski schron bojowy nad Narwią w Nowogrodzie obok mostu drogowego

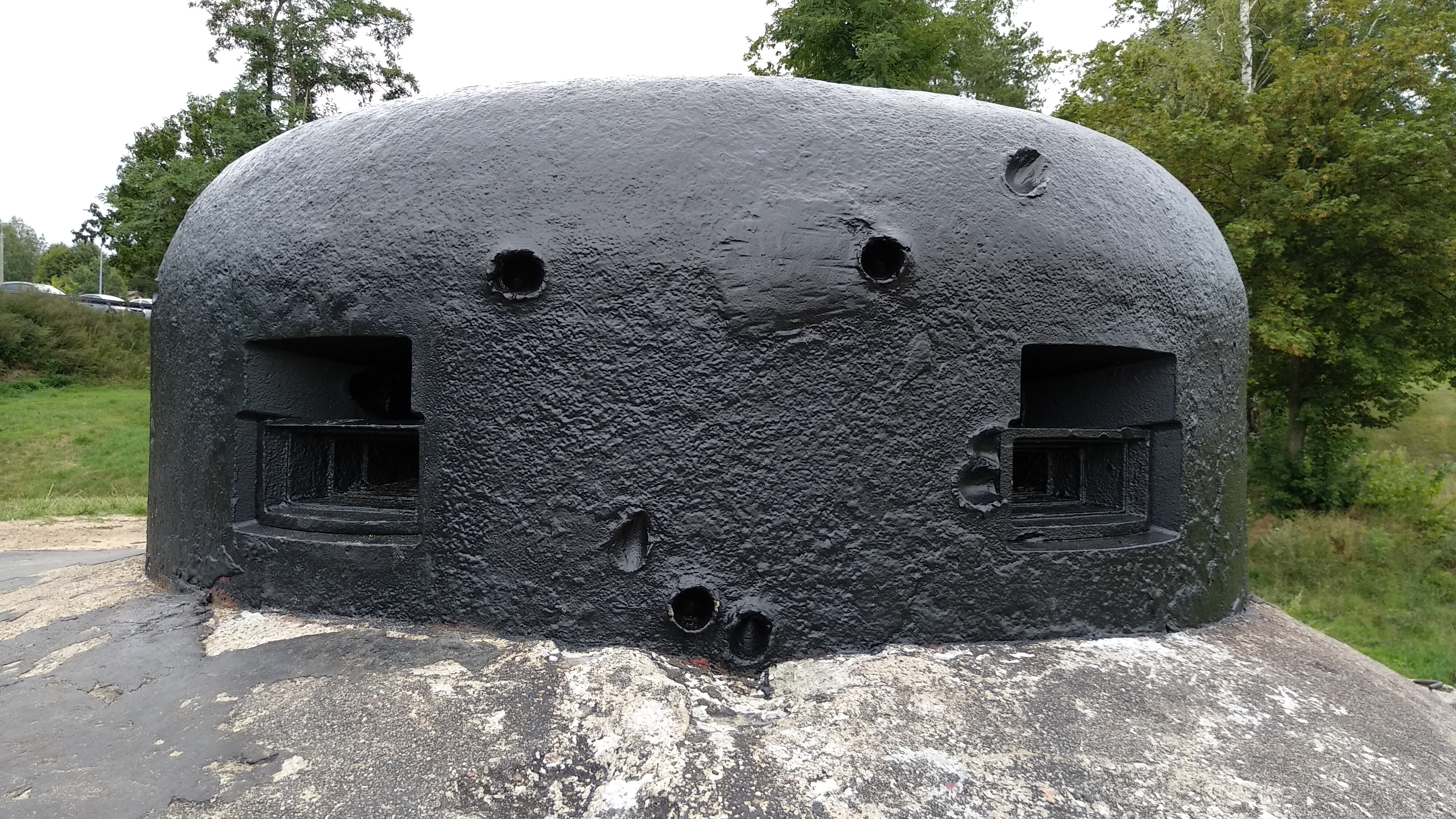
Wieża pancerna schronu w Nowogrodzie

Około południa, naprzeciw Nowogrodu, stwierdzono ruch kolumny niemieckiej w kierunku Korzeniste – Morgowniki. Dowódca III batalionu mjr Józef Sikora nakazał ściągnięcie wysuniętych placówek. Po trzech godzinach dostrzeżono pojazdy niemieckie przed Morgownikami. Piechota podchodziła pod Narew. Atak nastąpił około 20.00. W kierunku na most na Narwi uderzyły pododdziały ze składu 21 Dywizji Piechoty. Most wysadzono. Artyleria nieprzyjaciela strzelała chaotycznie, raniąc nawet swoich żołnierzy. Po godzinie Niemcy próbowali sforsować rzekę na pontonach. W wyniku dwugodzinnej walki, na brzeg południowy przedostały się tylko dwie łodzie. Ich osady zostały obezwładnione. Nie udała się także Niemcom nocna próba ataku w rejonie Janek.  33 pp zakończył pierwszy dzień walki sukcesem. Niemcy, choć z dużymi stratami, rozpoznali rozmieszczenie polskich schronów i stanowisk artylerii.

#### Walki 8 września
Przed południem Niemcy ściągnęli pod Nowogród pułk piechoty z 21 Dywizji Piechoty. Nieprzyjaciel przez godzinę ostrzeliwał rejon aż po Mątwicę i Sławno oraz Grądy, a następnie użył pocisków dymnych i siłami około 30 grup pontonowych próbował bezskutecznie przeprawić się przez Narew. Po południu Niemcy użyli samolotów szturmowych. W wyniku nalotu pozycja łącznikowa pod Szablakiem straciła dwa schrony, poległ dowódca 8 kompanii por. Edward Tarczałowicz i dowódca 1 plutonu sierż. pchor. Krajewski. Niemcy przeprawili kilku grup piechoty. Zostały one wyrzucone za rzekę kontratakami plutonów por. Jana Witkowskiego oraz ppor. Jana Mogilnickiego. Pozostał jedynie mały pododdział na wzgórzu 133.
W tym dniu walczono też o forty w Piątnicy. W rejonie Budy Czarnockie – Czarnocin zgrupował się niemiecki pułk piechoty z artylerią i czołgami z 10 Dywizji Pancernej.
Z rana na przedpolu fortów zauważono okopany pododdział piechoty niemieckiej. W wyniku ostrzału artyleryjskiego i ognia ckm poddało się około 40 żołnierzy Wehrmachtu wraz z oficerem. Około 6.00  Niemcy rozpoczęli godzinny ostrzał artyleryjski fortu nr 3 oraz mostu łączącego Piątnicę z Łomżą. Około 7.00 ruszyła piechota w kierunku 3 i 2 fortu. Obrońcy odpierali wielokrotnie wznawiane ataki. Około 14.00 rozpoczęły bombardowanie nieprzyjacielskie samoloty. W wyniku nalotu zginęło 9 żołnierzy polskich. Były straty w sprzęcie. Natarcie niemieckiej piechoty i tym razem zostało odparte. Artyleria polska zmieniła stanowiska ogniowe.
W tym czasie ważyły się losy całej Samodzielnej Grupy Operacyjnej „Narew”. Grupa przygotowywała się do odejścia w kierunku Brześcia. Pozostałe pułki 18 DP, wraz z nadejściem zmroku, miały opuścić swoje pozycje i stanąć nad rzeką Ruż. 33 pułk piechoty miał trwać na dotychczasowych stanowiskach.

#### Obrona na Narwi 9 września
Nocą z 8 na 9 bataliony wykonywały odmarsz spod Ostrołęki do rejonu Miastkowa i Tarnowa. II batalion dotarł na wyznaczone pozycje dopiero w godz. 12.00-14.00. Po południu do mjr. Sikory, stacjonującego w Krasce Małej, ponownie przyjechał dowódca artylerii dywizyjnej płk dypl. Jan Bigo, by na miejscu zapoznać się z aktualną sytuacją. Dowódca 33 pp ppłk Lucjan Stanek raz jeszcze poprosił przełożonych o wzmocnienie obrony na tym kierunku co najmniej jednym batalionem piechoty z artylerią. Wzmocnienie pod Nowogrodem miał zapewnić 42 pułk piechoty z I dywizjonem 18 pal.
Rano piechota niemiecka z pontonami rozpoczęła natarcie. W celu zablokowania luki między Jednaczewem a Szablakiem, dowódca 33 pp skierował tam improwizowany pododdział pod dowództwem chor. Mariana Quindta. Pododdział wykonał pomyślnie zadanie, wziął jeńców i powrócili na Kraskę do dyspozycji dowódcy III batalionu. Na lewym brzegu Narwi pozostawał też oddział niemiecki, okopany na wzgórzu 133. Nocne natarcie 5 i części 8 kompanii na wzgórze 133 uzyskało powodzenie. Wzięto do niewoli 12 Niemców, a  5 kompania pozostała w rejonie Mątwicy, zasilając obsadę odcinka Nowogród – Szablak. Dołączyła tu także 2 kompania 71 pp i pluton 9 kompanii.
Do 10.00 Niemcy ustawili na szosie Morgowniki – Korzeniste działa przeciwpancerne i przeciwlotnicze i zniszczyli dwa schrony bojowe. Niemiecka piechota przegrupowywała się. O 14.00 Niemcy rozpoczęli natarcie poprzedzone półgodzinnym ogniowym przygotowaniem ataku w wykonaniu artylerii 21 Dywizji Piechoty i samolotów szturmowych. Pożary objęły zarówno Nowogród, jak i okoliczne wsie. Po zadymieniu doliny Narwi, na całej szerokości obrony, ruszyła do natarcia piechota z pontonami. Atak został odparty już na linii rzeki, a ci którzy ją sforsowali, zostali powstrzymani kontratakiem 9 i 8 kompanii 33 pp oraz 2 kompanii 71 pp, wspartych przez 9 baterię 18 pal.
Z uwagi na bardzo wysokie straty osobowe, wyłom w systemie schronów nadrzecznych, braki amunicji i dokuczliwe zmęczenie, dowódca III batalionu mjr Józef Sikora zmuszony był zarządzić odwrót na drugą linię obrony, rozbudowaną w rejonie cmentarza katolickiego. Na dawnych stanowiskach pozostała jedynie kompania forteczna ckm kpt. Kordiaczyńskiego.
W rejonie Mątwicy i Szablaka  wypoczęta 5 kompania z powodzeniem odpierała ataki wroga. Sukcesy odnosili też  polscy cekaemiści i artylerzyści, prowadzący ogień ze stanowisk usytuowanych koło mostu na drodze Nowogród – Morgowniki. Baterie III/18 pal blokowały luki w pozycjach własnych, spowodowane zniszczeniami schronów.
Około północy,  mjr Sikora otrzymał polecenie ściągnięcia 7 kompanii z Czartorii i 3 kompanii ckm z Rybak. Pod Nowogrodem  miał pozostać do rana 10 września III/33 pp. W tym czasie powinien go zluzować 42 pułk piechoty.
Również I batalion odnotował w tym dniu sukcesy. Zagrażające Łomży 10 DPanc i Brygada „Lötzen” odeszły do XIX Korpusu Pancernego i miały forsować Narew pod Wizną. Pod Łomżą i Piątnicą pozostał pułk 21 Dywizji Piechoty. W tym dniu wszystkie ataki Niemców zostały odparte. Nieprzyjacielska piechota cofnęła się do  Bud Czarneckich, Elżbiecina i Jeziorka. Forty piątnickie pozostawały w gotowości do dalszej walki.
Trwanie pod Nowogrodem, Szablakiem i Łomżą to duży sukces taktyczny 33 pułku piechoty, ale też błąd operacyjny dowódcy SGO „Narew”. Zła ocena wojsk przeciwnika, przechodzących drogą przez Wiznę, oraz przekonanie o obsadzeniu linii obronnej na Bugu przez 33 DP i 41 DP powodowało błędne decyzje i skazanie 18 Dywizji Piechoty na okrążenie, a w konsekwencji na jej rozbicie.

#### Kryzys pod Nowogrodem i Szablakiem
42 pułk piechoty osiągnął gotowość do działania w rejonie Nowogrodu i Szablaka dopiero o 14.00. Również 3 kompania ckm i 7 kompania 33 pp przybyły z dużym opóźnieniem. W takiej sytuacji wykrwawiony III batalion nadal trwał na pozycjach. Od 7.00 Niemcy rozpoczęli ostrzał artyleryjski. Godzinę później piechota, za pomocą miotaczy ognia, atakowała nadrzeczne schrony. Major Sikora o 8.30 wyprowadził kontratak. 9 kompania, atakując na północny skraj Nowogrodu, miała oczyścić brzeg rzeki z grup nieprzyjacielskich. 8 kompania 33 pp i 2/71 pp atakowały od wschodu, z rejonu dworku i cegielni Mątwica w kierunku na Szablak. 5 kompania z rejonu Mątwicy nacierała w lukę między folwarkiem a Szablakiem. Niemcy częściowo wycofali się ku Narwi, ale pojedyncze gniazda oporu pozostały na południowym brzegu rzeki. Po południu Polacy cofnęli się na pozycje wyjściowe. Zginął kpt. Kordiaczyński z całą załogą, samobójstwo popełnił por. Mieczysław Jarzyna.
O 16.00 polska artyleria położyła ogień na most w Nowogrodzie i w rejonie Szablaku. Podpułkownik  Wacław Malinowski wydał I/42 pp rozkaz do natarcia na Nowogród. Atakujący bez powodzenia batalion cofnął się do lasków w pobliżu Sławca. II batalion 42 pp po 20.00 zluzował wreszcie piechurów z 9 kompanii 33 pp. Również III/42 pp zdołał dotrzeć na pozycje 8 kompanii 33 pp
i 2 kompanii 71 pp. Wieczorem również I batalion zluzował 5 kompanię 33 pp.
10 września w rejonie fortów piątnickich Niemcy tylko wiązali ogniem siły polskie. Poważnym problemem była ustawicznie przerywana przez dywersantów łączność przewodowa z dowódcą pułku.
Względny spokój panował w punkcie oporu „Pniewo”, gdzie pojawiały się tylko patrole pancerne nieprzyjaciela. 4 kompania 33 pp bez trudu powstrzymała próbę przeprawienia się przez Narew grup piechoty niemieckiej w pobliżu Bud Pniewskich.
Około 20.30 dowódcy jednostek zaangażowanych w obronie Narwi pod Nowogrodem, Łomżą i Pniewem otrzymali rozkaz płk. Kosseckiego do odwrotu. Ppłk Stanek nakazał przemarsz nocą podległych sobie batalionów i III/18 pal w rejon Bacz Mokrych. Na południowym brzegu Narwi, do godziny 12.00 11 września, miała pozostać 3 kompania, z zadaniem osłony wycofania. Obrońcy fortów, nie znając sytuacji ogólnej, z niedowierzaniem przyjęli rozkaz do odwrotu połączony ze zniszczeniem dwóch dział fortecznych i części sprzętu. Sytuacja ogólna była jednak bardzo niekorzystna dla całej 18 Dywizji Piechoty.

#### Działania pułku pod Zambrowem
Od rana 11 września zbierały się w Baczach Mokrych grupy żołnierzy 33 pp. Droga odwrotu całej 18 Dywizji Piechoty została zablokowana w Zambrowie. Oddziały niemieckiej 20 Dywizji Zmotoryzowanej zajęły miasto. Płk Stefan Kossecki postanowił główne uderzenie na miasto wykonać siłami 71 pułku piechoty. 33 pułk piechoty miał wykonać uderzenie pomocnicze i osłonić zgrupowanie uderzeniowe od północy. Dowódca 33 pp  pośpiesznie sformował dwa oddziały: oddział kpt. Jerzego Palęckiego i oddział por. Kazimierza Smagowicza. Grupa kpt. Palęckiego w sile 140 osób, z plutonem ckm i działonem haubic 100 mm z 7 baterii III dywizjonu 18 pal, zajęła około 8.00 pozycje na skraju lasu na północ od Śledzi, a grupa por. Smagowicza o 9.00 wyszła na wzniesienie bardziej na wschód od tejże miejscowości, zaś 4 kompania po dojściu z Pniewa szosą Łomża–Zambrów miała stać się odwodem na centralnym kierunku działania.
O 10.00 ruszyło natarcie na Zambrów. Improwizowany oddział por. Smagowicza zajął Pruszki, a o 13.00 osiągnęła cmentarz żydowski w Zambrowie, nawiązując tu kontakt z lewym skrzydłem 71 pp.
W tym czasie grupa kpt. Palęckiego zdobyła Nagórki. Wzięto jeńców, sporo broni maszynowej i ręcznej oraz co najmniej 3 moździerze. Poniesiono jednak i duże straty w ludziach.
Niemcy wyprowadzili kontratak i żołnierze 33 pp musieli odstępować z przedmieść Zambrowa na Zakrzewo Stare. Wycofywały się też bataliony 71 pułku piechoty.
O 15.00 płk Kossecki otrzymał rozkaz przerwania natarcia na Zambrów i wycofania się nocą przez Czyżew, Nur za Bug.
33 pp miał do  21.00 osiągnąć Tabądź i jako straż tylna dywizji maszerować na Krajewo – Ostrożnie i zorganizować postój w rejonie Srebrny Borek – Grzymały.
Dużo kłopotów przysporzyło porządkowanie oddziałów. Żołnierze padali ze zmęczenia, cierpieli ranni. W czasie odwrotu zaginął dowódca II batalionu mjr Święcicki. Dopiero około 20.00 w Baczach Mokrych utworzone zostało ugrupowanie marszowe. Marsz nocny przebiegał w zasadzie bez incydentów. Skorzystano z osłony Czerwonego Boru aż do Krajewa-Łętowa. W Ostrożnem wystawiono ubezpieczenie w sile kompanii, z zadaniem nawiązania łączności z 42 pp, który maszerował bardziej na południe przez Żabikowo.

#### Walki w okrążeniu, rozbicie pułku

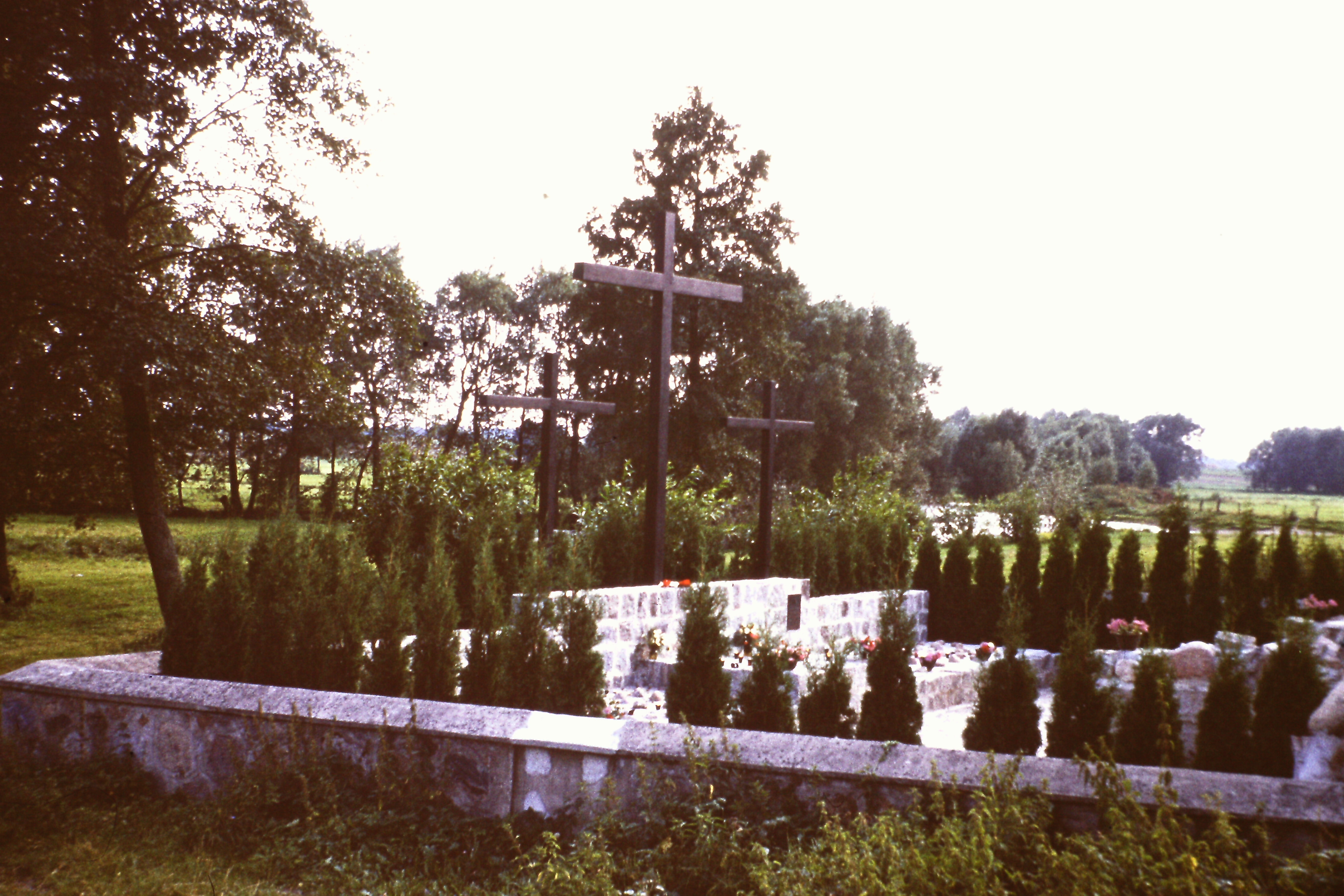
Andrzejewo – Mauzoleum 18 DP (1975)

Po marszu nocnym z 11 na 12 września I batalion zatrzymał się bliżej Ostrożnego, II batalion dotarł pod Długobórz na szosie Zambrów – Czyżew, a III batalion z dowództwem pułku zajmował pozycję centralną w Grzymałach. Pułkowi towarzyszyły 3 działony 9 baterii 18 pal. W tym czasie Niemcy zaciskali już pierścień okrążenia obejmujący całą 18 Dywizję Piechoty.
Około 9.00 płk Kossecki poprowadził atak spod Łętownicy na Andrzejewo. Tam został ciężko ranny, a nacierający cofnęli się do Łętownicy. Dowództwo dywizji przejął dowódca piechoty dywizyjnej płk Aleksander Hertel. Kilkakrotnie próby wyjścia z okrążenia nie przynosiły skutku.
33 pp osłaniał od północy zgrupowanie centralne 18 Dywizji Piechoty. Około 8.00 III batalion z kompanią kolarzy 18 i plutonem ckm odpierał uderzenie niemieckie od szosy Zambrów – Czyżew. O 10.00 rozpoczęły się walki o Srebrny Borek. Około 14.00 kontratakowały inne kompanie 33 pp. W walce zginął mjr Sikora. Około 17.00 Niemcy wyprowadzili koleje uderzenie na Srebrny Borek i dotarli do skraju miejscowości. Wówczas kontratak poprowadził osobiście ppłk Stanek. Nie wspierała już go artyleria. Brakowało amunicji.
Na wschodnim skrzydle około 15.00 Niemcy odepchnęli ostatecznie Polaków od szosy Zambrów – Czyżew, a trzy godziny później wprowadzili do walki czołgi. Był to już ostatni bój 12 września na przedpolach Borka. Pułk ten z najwyższym trudem i kosztem wielkich ofiar nie dopuścił jednak przeciwnika od północy i wschodu do Łętownicy.
Po  22.00 oddziały dywizji podjęły ostatnia próbę zorganizowanego wyjścia z okrążenia. Dowodzący oddziałem szturmowym płk Hertel poległ, a natarcie załamało się.
W nocy nieliczne grupy zdecydowały się przenikać przez ugrupowanie wroga na własna rękę. Ppłk Stanek zebrał około 400 osób i przeprowadził ich do rejonu Zaręb Kościelnych. Tam ulegli w walce oddziałowi niemieckiemu z 206 Dywizji Piechoty. Dowódca 33 pp, z zebranym wokół niego pododdziałem, liczącym około 60 ludzi, zdołał dotrzeć do Nura i przeprawić się przez Bug. Następny kontakt bojowy z Niemcami miał miejsce 15 września w okolicach Ceranowa.
Udaną próbę przedostania się poza pierścień wojsk niemieckich podjął por. Łempicki. W drodze dołączyli do niego m.in. kpt. Sztok-Stokowski, por. Siejak, por. Lendo. Kwaterowali w lesie Giełczyn. 17 września oddział ten rozbroił na przedmieściach Łomży około 40 żołnierzy niemieckich. Zgromadzono broń na wyposażenie batalionu piechoty i ukryto ją.
Wczesnym rankiem 13 września nie było tu już ani jednego oddziału zdolnego do walki. 33 pp przestał istnieć. Polegli spoczęli na cmentarzach, głównie nad Narwią od Nowogrodu po Łomżę i w Andrzejewie-Łętownicy.
| Struktura organizacyjna i obsada personalna we wrześniu 1939 | Struktura organizacyjna i obsada personalna we wrześniu 1939 | Struktura organizacyjna i obsada personalna we wrześniu 1939 | Struktura organizacyjna i obsada personalna we wrześniu 1939 |
| Dowództwo i kwatermistrzostwo                                | Dowództwo i kwatermistrzostwo                                | Dowództwo i kwatermistrzostwo                                | Dowództwo i kwatermistrzostwo                                |
| stanowisko                                                   | stopień i mię i nazwisko                                     | stopień i mię i nazwisko                                     | stopień i mię i nazwisko                                     |
| ------------------------------------------------------------ | ------------------------------------------------------------ | ------------------------------------------------------------ | ------------------------------------------------------------ |
| dowódca pułku                                                | ppłk dypl. Lucjan Stanek                                     | ppłk dypl. Lucjan Stanek                                     | ppłk dypl. Lucjan Stanek                                     |
| I adiutant                                                   | kpt. Franciszek Dmochowski                                   | kpt. Franciszek Dmochowski                                   | kpt. Franciszek Dmochowski                                   |
| II adiutant                                                  | ppor. Franciszek Rafałowski                                  | ppor. Franciszek Rafałowski                                  | ppor. Franciszek Rafałowski                                  |
| oficer informacyjny                                          | ppor. Bogusław Zyblewski                                     | ppor. Bogusław Zyblewski                                     | ppor. Bogusław Zyblewski                                     |
| oficer łączności                                             | ppor. Kazimierz Budny                                        | ppor. Kazimierz Budny                                        | ppor. Kazimierz Budny                                        |
| kwatermistrz                                                 | kpt. Edward Nowotko                                          | kpt. Edward Nowotko                                          | kpt. Edward Nowotko                                          |
| oficer płatnik                                               | ppor. Stanisław Sarnowski                                    | ppor. Stanisław Sarnowski                                    | ppor. Stanisław Sarnowski                                    |
| oficer żywnościowy                                           | ppor. Jan Bochman                                            | ppor. Jan Bochman                                            | ppor. Jan Bochman                                            |
| naczelny lekarz                                              | ppor. lek. Michał Bosacki                                    | ppor. lek. Michał Bosacki                                    | ppor. lek. Michał Bosacki                                    |
| kapelan                                                      | kpt. ks. Leon Ostalczyk                                      | kpt. ks. Leon Ostalczyk                                      | kpt. ks. Leon Ostalczyk                                      |
| dowódca kompanii gospodarczej                                | por. Antoni Szumański                                        | por. Antoni Szumański                                        | por. Antoni Szumański                                        |
|                                                              | I batalion                                                   | II batalion                                                  | III batalion                                                 |
| dowódca batalionu                                            | mjr Stanisław Wyderka                                        | mjr Władysław Święcicki                                      | mjr Józef Sikora                                             |
| adiutant batalionu                                           | ppor. Andrzej Szulc                                          | ppor. Józef Gosiewski                                        | ppor. Zdzisław Rożnowski                                     |
| dowódca plutonu łączności                                    | plut. Stanisław Młynarczyk                                   | plut. Czesław Dworzniak                                      | plut. Jan Fuksiewicz                                         |
| dowódca kompanii strzeleckiej 1, 4, 7                        | por. Jan Sadowski                                            | kpt. Józef Świrniak                                          | por. Zenon Nowakowski                                        |
| dowódca plutonu                                              | ppor. K. Wiśniewski                                          | ppor. Gosiewski                                              | ppor. S. Mojkowski                                           |
| dowódca plutonu                                              | ppor. J. Tyszka                                              | ppor. M. Bochniewicz                                         | ppor. rez. F. Pogroszewski                                   |
| dowódca plutonu                                              | ppor. Gulanowski                                             | por. Tomala                                                  | ppor. rez. A. Słowatys                                       |
| dowódca kompanii strzeleckiej 2, 5, 8                        | por. Aleksander Siejak                                       | por. Adam Łempicki                                           | por. Edward Tarczałowicz                                     |
| dowódca plutonu                                              | por. L. Czarkowski                                           | ppor. Pajewski                                               | sierż. pchor. Krajewski                                      |
| dowódca plutonu                                              | ppor. W. Lisek                                               | ppor. J. Brochowski                                          | ppor. rez. J. Mogilnicki                                     |
| dowódca plutonu                                              | ppor. rez. Burało                                            | ppor. J. Łopaciuk                                            | ppor. rez. I. Witkowski                                      |
| dowódca kompanii strzeleckiej 3, 6, 9                        | kpt. Bronisław Rzepecki                                      | ppor. Karol Łupiński                                         | por. Władysław Pajk                                          |
| dowódca plutonu                                              | por. rez. P. Małek                                           | ppor. rez. J. Antosiewicz                                    | ppor. F. Karszniewicz                                        |
| dowódca plutonu                                              | ppor. Radliński                                              | ppor. rez. Słowikowski (?)                                   | ppor. Marczak                                                |
| dowódca plutonu                                              | ppor. S. Sarnowski                                           | ppor. rez. Komornicki                                        | ppor. K Stasiaczek                                           |
| dowódca kompanii ckm 1, 2, 3                                 | por. Franciszek Zaremba                                      | kpt. Jan Jastrzębski                                         | kpt. Leon Sztok-Stokowski                                    |
| dowódca plutonu                                              | por. rez. inż S. Orłowski                                    | por. rez. E. Lendo                                           | ppor. P. Kroszkowski                                         |
| dowódca plutonu                                              | por. W. Patelka                                              | ppor. J. Kuczyński                                           | ppor. rez. T. Mac                                            |
| dowódca plutonu                                              | ppor. A. Czernicki                                           | ppor. rez. W. Jadach                                         | chor. W, Kielar                                              |
| dowódca plutonu taczanek                                     | ppor. rez. I. Lesiewicz                                      | ppor. rez. K. Antosiewicz                                    | sierż. Czartowski                                            |
| dowódca plutonu moździerzy                                   | pchor. L. Lachnowicz                                         | por. Józef Pogonowski                                        | st. sierż. J. Kozera                                         |
|                                                              | kompania przeciwpancerna                                     | kompania zwiadowców                                          | pluton łączności                                             |
| dowódca kompanii                                             | por. Zygmunt Olkowski                                        | por. Władysław Szarek                                        | por. Kazimierz Budny                                         |
| dowódca plutonu                                              | ppor. Wojciech Antosiewicz                                   | ppor. Józef Malinowski                                       |                                                              |
| dowódca plutonu                                              | pchor. Stanisław Skulski                                     | sierż. Czesław Bałazy                                        |                                                              |
| dowódca plutonu                                              | pchor. Maślanko                                              |                                                              |                                                              |
|                                                              | pluton pionierów                                             | pluton przeciwgazowy                                         | pluton artylerii piechoty                                    |
| dowódca plutonu                                              | por. Henryk Szczepanowski                                    | por. Kazimierz Smagowicz                                     | kpt. Zygmunt Branicki                                        |

## Symbole pułkowe

### Sztandar
30 sierpnia 1925 roku w Łomży Prezydent RP Stanisław Wojciechowski wręczył pułkowi chorągiew ufundowaną przez społeczeństwo ziemi łomżyńskiej. Na sztandarze widnieją między innymi nazwy i daty głównych bitew pułku, oraz herb miasta Łomży.
Powrześniowe losy sztandaru
W początkowym okresie kampanii wrześniowej sztandar towarzyszył pułkowi w walkach. 9 września dowódca pułku, nakazał zabrać sztandar z miejsca postoju dowództwa i polecił sierż. Leonowi Borowskiemu ukryć go w bezpiecznym miejscu. Sierżant dotarł do Białegostoku i pozostawił sztandar w Powiatowej Komendy Uzupełnień. PKU została ewakuowana do Wołkowyska, a następnie do Lidy i dalej do Wilna. Opiekujący się sztandarem urzędnik PKU ob. Dembowski przekazał sztandar na przechowanie księdzu proboszczowi, kanonikowi Kuleszy. Ksiądz przekazał sztandar harcerkom: Jadwidze Kłosowskiej i Marii Sokołowskiej.
Maria Sokołowska przekazała sztandar do stanicy harcerskiej, a przejął go komendant Chorągwi Wileńskiej hm. Józef Andrzej Grzesiak. W październiku 1939  hm. Grzesiak poprosił panią Marię Cyranowską o przechowanie sztandaru. Ta w swoim mieszkaniu przy ul. Kamiennej 5 wykonała specjalny schowek we wnęce za piecem kaflowym i tam ukryła płat sztandaru.
23 czerwca 1941 do Wilna  wkroczyli Niemcy. Na początku 1942 Cyranowska musiała opuścić mieszkanie. Postanowiła zabrać sztandar ze sobą. W nowym mieszkaniu przy ul. Archanielskiej 3 ukryła sztandar wśród stosu książek i nieużywanych przedmiotów we wnęce pod sufitem.
W marcu 1944 Marię Cyranowska-Lenartowicz przeprowadziła się razem z mężem do mieszkania przy ul. Niemieckiej 7, a już 5 lipca wydano rozkaz ewakuacji śródmieścia. Sztandar ukryty został w poduszce synka i tak przewieziony na  Antokol do przytułku przy uł. Tatrzańskiej.7 lipca udało się  uzyskać Lenartowiczowej odręczną przepustkę. Pod ostrzałem, z dzieckiem w wózku i sztandarem dotarła na ul. Wileńską, potem do bramy domu przy ul. Niemieckiej 7.
W czasie trwania operacji „Ostra Brama” pani Maria Lenartowicz została sanitariuszką placówki Armii Krajowej. 3 kwietnia 1946 wyjechała jako repatriantka do Łodzi, a potem do Olsztyna. Dopiero tutaj sztandar został wyjęty z poduszki. W 1953 rodzina przeniosła się do Wadowic. Na apel Muzeum Wojska Polskiego  sztandar 33 pp wraz z grotem i 5 gwoździami został 16 września 1959 przekazany do zbiorów muzealnych. Poddano go gruntownej konserwacji.
Na wniosek ostatniego dowódcy 33 pułku piechoty płk. dypl. Lucjana Stanka Pani Maria Lenartowicz, (...) za uratowanie, z narażeniem własnego życia i swego dziecka, sztandaru 33 pp Strzelców Kurpiowskich z kampanii 1939 została odznaczona krzyżem Virtuti Militari V klasy.

### Odznaka pamiątkowa
12 lutego 1929 roku minister spraw wojskowych, marszałek Polski Józef Piłsudski zatwierdził wzór i regulamin odznaki pamiątkowej 33 pułku piechoty. Odznaka o wymiarach 38x38 mm ma kształt krzyża maltańskiego pokrytego granatową emalią z żółtym obramowaniem. Ramiona krzyża połączone są srebrnym wieńcem laurowym. Na ramionach krzyża wpisano numer „33” i inicjały „P.P. J.P.”. W środku odznaki orzeł wz. 1919. Oficerska – dwuczęściowa, wykonana w srebrze lub w tombaku srebrzonym, emaliowana. Wykonawcą odznak był Wiktor Gontarczyk z Warszawy. Swoją odznakę posiadał też II/ 33 pułku piechoty. Była to srebrna, okrągła tarcza wypełniona równoramiennym krzyżem.

## Żołnierze pułku
| Dowódcy pułku                                                                 | Dowódcy pułku         | Dowódcy pułku           | Dowódcy pułku                       |
| stopień                                                                       | imię i nazwisko       | okres pełnienia służby  | kolejne stanowisko                  |
| ----------------------------------------------------------------------------- | --------------------- | ----------------------- | ----------------------------------- |
| płk                                                                           | Bronisław Kapliński   | 13 XI 1918 – 10 I 1919  |                                     |
| mjr                                                                           | Stefan Wyspiański     | I – 21 XII 1919         |                                     |
| ppłk                                                                          | Jan Sandecki          | XII 1919 – 17 V 1920    |                                     |
| ppłk                                                                          | Jerzy Sawa-Sawicki    | V 1920 – † 10 XI 1922   |                                     |
| ppłk / płk piech.                                                             | Michał Pakosz         | I 1923 – 13 XI 1926     | dowódca 1 pp Leg.                   |
| ppłk piech.                                                                   | Janusz Dłużniakiewicz | XI 1926 – III 1930      | dowódca 2 pspodh.                   |
| ppłk dypl. piech.                                                             | Karol Płoszajski      | V 1930 – XII 1931       | dyspozycja szefa SG                 |
| ppłk / płk piech.                                                             | Marian Raganowicz     | I 1932 – VI 1938        | komendant SPPiech.                  |
| ppłk dypl.                                                                    | Lucjan Stanek         | VII 1938 – IX 1939      |                                     |
| Zastępcy dowódcy pułku (od 1938 roku – I zastępcy dowódcy)                    |                       |                         |                                     |
| ppłk piech.                                                                   | Emanuel Jakubiczka    | 10 VII 1922 – I 1923    | dowódca 78 pp                       |
| mjr / ppłk piech.                                                             | Michał Żebrowski      | 1923 – 5 V 1927         | oficer placu Kobryń                 |
| mjr / ppłk piech.                                                             | Marian Raganowicz     | 5 V 1927 – I 1932       | dowódca 33 pp                       |
| ppłk piech.                                                                   | Stanisław Kwapniewski | 15 III – 9 XII 1932     | zastępca dowódcy 16 pp              |
| ppłk piech.                                                                   | Władysław Kasza       | 9 XII 1932 – 28 IX 1933 | zwolniony ze stanowiska             |
| ppłk dypl.                                                                    | Kazimierz Galiński    | 1 X 1933 – IV 1934      | stan spoczynku z dniem 31 VIII 1934 |
| ppłk piech.                                                                   | Alojzy Nowak          | IV 1934 – XI 1938       |                                     |
| ppłk dypl. piech.                                                             | Romuald Sidorski      | 1938 – 1939             |                                     |
| Inni oficerowie pułku                                                         |                       |                         |                                     |
| Z tym tematem związana jest kategoria: oficerowie 33 Pułku Piechoty (II RP) . |                       |                         |                                     |

8 października 2009, w wieku 104 lat, zmarł porucznik Stanisław Dardziński – najstarszy żołnierz 33 pułku piechoty. Jego ciało pochowano na cmentarzu katedralnym w Łomży.

### Żołnierze 33 pułku piechoty – ofiary zbrodni katyńskiej
Biogramy ofiar zbrodni katyńskiej znajdują się między innymi w bazach udostępnionych przez Ministerstwo Kultury i Dziedzictwa Narodowego oraz Muzeum Katyńskie.
| Nazwisko i imię                     | stopień            | zawód                | miejsce pracy przed mobilizacją | zamordowany |
| ----------------------------------- | ------------------ | -------------------- | ------------------------------- | ----------- |
| Barański Tadeusz                    | ppor. rez.         | pracownik            | Urząd Morski w Gdyni            | Katyń       |
| Ciołkowski Piotr                    | ppor. rez.         | nauczyciel           | szkoła w Śniadowie              | Katyń       |
| Dzwonek Adolf                       | ppor. rez.         | nauczyciel           | szkoła powszechna w Łomży       | Katyń       |
| Gałązka Florian                     | ppor. rez.         |                      |                                 | Katyń       |
| Grochocki Franciszek                | ppor. rez.         | student PW           |                                 | Katyń       |
| Kubala Józef                        | ppor. rez.         | nauczyciel           | kier. szkoły w Wasilkowie       | Katyń       |
| Kucharski Marian                    | ppor. rez.         | nauczyciel           | szkoła powszechna w Porytem     | Katyń       |
| Kuźmiński Marian                    | ppor. rez.         |                      |                                 | Katyń       |
| Majewski Czesław                    | ppor. rez.         | technik              | Straż Graniczna                 | Katyń       |
| Marecki Ferdynand                   | por. rez.          | nauczyciel           | kier. szkoły w Supraślu         | Katyń       |
| Marjak Kazimierz                    | ppor. rez.         | nauczyciel           | szkoła w Łomży                  | Katyń       |
| Ossowski Wacław                     | ppor. rez.         |                      | Elektrownia Warszawska          | Katyń       |
| Skonieczny Andrzej                  | ppor. rez.         | nauczyciel           | szkoła w Rublu                  | Katyń       |
| Świrniak Józef                      | kapitan            | żołnierz zawodowy    | dowódca 4/33 pp                 | Katyń       |
| Biernacki Adolf                     | ppor. rez.         | policjant            | komisariat w Łodzi              | Charków     |
| Boguszewski Stanisław               | ppor. rez.         |                      |                                 | Charków     |
| Flantz Edmund                       | ppor. rez.         | leśnik               |                                 | Charków     |
| Korytkowski Antoni                  | ppor. rez.         | nauczyciel           |                                 | Charków     |
| Marzęcki Zygmunt                    | ppor. rez.         |                      |                                 | Charków     |
| Pogorzelski Tadeusz                 | ppor. rez.         |                      |                                 | Charków     |
| Quandt Henryk                       | por. rez.          | architekt            |                                 | Charków     |
| Bronisław Marian Stanisław Rosiński | kpt. adm. (piech.) | oficer służby stałej | OZ 18 DP                        | Charków     |
| Rzelski Stanisław                   | ppor. rez.         | chemik, mgr          |                                 | Charków     |
| Szarek Władysław                    | porucznik          | żołnierz zawodowy    | dowódca oddziału zwiadu 33 pp   | Charków     |
| Nowotko Edward                      | kpt. rez.          |                      |                                 | BLK         |